# Austin Metro
L'Austin Metro è un'automobile di segmento B prodotta dal 1980 al 1990 (dalla British Leyland fino al 1981, dal Gruppo Austin Rover fino al 1987 e in seguito dal Gruppo Rover). Fu commercializzata con il marchio Austin e il nome di Metro (anche se nei primi due anni di produzione il nome era miniMetro per problemi di marchio registrato), tranne le versioni più sportive, che avevano il marchio MG assumendo quindi il nome di MG Metro.
Il progetto della Metro venne alla luce a metà degli anni Settanta, quando, dopo diversi tentativi di sostituire la Mini, emerse la necessità dell'azienda di essere rappresentata nel nascente e agguerrito segmento B. Concepita in un periodo di grande crisi per la British Leyland, alla progettazione della Metro fu rivolta una grande considerazione, anche durante il periodo di tagli e razionalizzazioni del 1978-80, e il suo riuscito debutto costituì una vitale "boccata d'ossigeno" per la casa automobilistica inglese.
Il suo successo in madrepatria fu grande, al punto da divenire una delle automobili più vendute di sempre oltre che la quarta vettura inglese per volume di produzione, anche se con il passare degli anni fu additata a stereotipo dell'automobile economica, povera e poco attraente.
Fu sostituita nel 1990 dalla Rover serie 100, in parte derivata dalla Austin Metro dopo che diversi progetti per una vettura completamente nuova furono cancellati a causa della mancanza di finanziamenti.

## Genesi

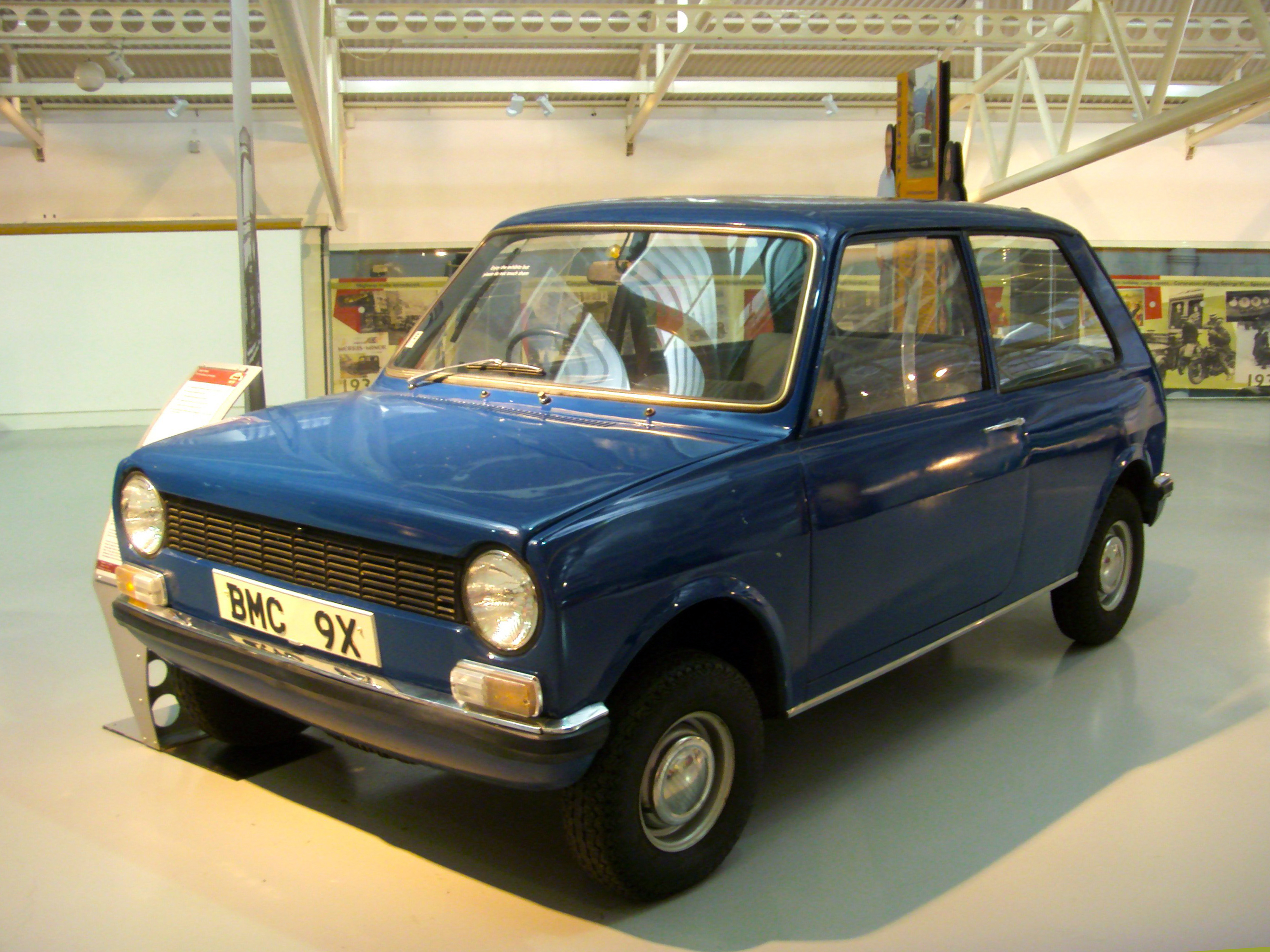
Il prototipo della 9X di Issigonis, conservato nel museo Heritage Motor Centre di Gaydon

La British Motor Corporation iniziò a studiare un erede per la Mini alla fine degli anni Sessanta.
Il progetto fu affidato ad Alec Issigonis, il creatore della Mini, che nel 1968 sviluppò un progetto chiamato 9X. La proposta piacque alla dirigenza, ma non entrò mai in produzione, a causa dei timori da parte dell'azienda di affrontare un investimento così grande nel periodo in cui, dopo una forte crisi, stava confluendo nella British Leyland.
Dopo il passaggio societario, nel 1972 venne avviato un nuovo progetto siglato ADO 74, con a capo Harry Webster. A causa delle idee poco chiare dei progettisti, però, il progetto portò alla produzione di un numero eccessivo di disegni e prototipi, nessuno dei quali completamente soddisfacente agli occhi della dirigenza, e in breve tempo finì per perdere di vista gli obiettivi iniziali, arrivando al progetto di un veicolo sensibilmente più grande. Nel 1973 il nuovo presidente John Barber decise di cancellare il progetto, giudicando l'automobile inadatta a sostituire la Mini (perché troppo grande) e l'investimento di 130 milioni di sterline, richiesto per la messa in produzione, troppo elevato.
Nel 1974 fu compiuto un altro tentativo avviando un progetto siglato ADO 88, che però non riuscì a imboccare con decisione nessuna direzione finché David Bache non fu nominato capo progetto nell'autunno del 1975. Bache stabilì dei punti fissi (come il portellone posteriore) e focalizzò l'attenzione su tre proposte, che vennero presentate alla dirigenza il 3 novembre 1975; quella che fu «approvata per ulteriore ridefinimento» dalla dirigenza era già molto simile alla versione finale, ma presentava una diversa maniglia delle portiere (simile a quella che verrà successivamente utilizzata nella Fiat Uno a 3 porte), un posteriore più verticale, con dei fanali diversi, e la linea del finestrino anteriore era leggermente curvata verso l'alto in corrispondenza dello specchietto anteriore.
Per il propulsore, la decisione fu quella di non svilupparne uno completamente nuovo, ma di utilizzare il già noto Serie A alimentato a carburatore (che equipaggiava la Mini ed altri veicoli), dal momento che secondo alcuni test i suoi consumi e le sue performance erano migliori di quelle della concorrenza; i progettisti si limitarono quindi ad apportare alcune modifiche volte a migliorarne l'affidabilità e a diminuire la necessità di manutenzione, dopo le quali il motore venne ribattezzato Serie A+.
Nel 1978 fu deciso che il veicolo non avrebbe dovuto sostituire la Mini, ma essere di dimensioni maggiori e affiancarla: il nuovo obiettivo, quindi, era la realizzazione di un veicolo che rientrasse nel settore delle utilitarie, all'epoca in piena esplosione, contro avversarie come Fiat 127, Peugeot 104, Renault 5 e Volkswagen Polo, e la data di lancio fu fissata per il salone dell'automobile britannico nell'autunno 1980. Questa nuova direzione del progetto, che da ora prende il nome di LC8, fu fortemente voluta dal nuovo presidente della British Leyland Michael Edwardes e da Ray Horrocks, e consistette principalmente di un lavoro di restyling e riprogettazione della carrozzeria, mentre tutto il lavoro già fatto con la ADO 88 sulla meccanica e sul motore non fu perso e rimase invariato.
Dalla metà del 1979 la fase di testing poté essere condotta anche sul nuovo circuito di prova della British Leyland a Gaydon. In totale, nella fase di test vennero percorse 2 milioni di miglia (circa 3 200 000 chilometri) in 5 diverse nazioni.
Per la produzione del veicolo la British Leyland ingrandì lo stabilimento di Longbridge con una nuova zona (chiamata New West Works) dotata di una catena di montaggio altamente automatizzata.

## Meccanica
Il propulsore era il Serie A+ alimentato a carburatore; nonostante non fosse tra i più moderni, venne presentato come affidabile ed economico tanto nei consumi quanto nei costi di manutenzione. Questi ultimi erano ridotti grazie ad alcuni accorgimenti (come una migliorata puleggia della trasmissione a cinghia, punti autopulenti, candele e filtro dell'olio di lunga durata, spia per l'usura delle pastiglie dei freni integrata nel quadro strumenti e un numero ridotto di punti di ingrassaggio), che permettevano alla Metro di richiedere un controllo ogni 12 000 miglia (circa 19 300 chilometri) o 1 anno, quando tutte le concorrenti richiedevano controlli più frequenti; il carburatore, inoltre, funzionava in congiunzione con un termostato per evitare sprechi di benzina e per migliorare l'avvio a freddo.
Il cambio era manuale a 4 marce; l'impianto frenante era misto (con dischi davanti e tamburi dietro), mentre le sospensioni erano le Hydragas (già utilizzate nella Austin Allegro), con un sistema di sofisticati elementi idro-pneumatici a ruote indipendenti, piuttosto anticonvenzionali rispetto alla maggior parte delle auto della categoria.
Il corpo vettura aveva un coefficiente di resistenza aerodinamica (Cx) pari a 0,41, anche grazie alla presenza di uno spoiler anteriore su tutti i modelli, e comprendeva ampie superfici vetrate, che secondo il produttore garantivano una visibilità a 360° dell'88%. La carrozzeria era a 3 porte e includeva un portellone posteriore; il bocchettone di rifornimento (con sportellino su tutti i modelli) era posizionato in basso per aumentare la sicurezza (anche se questa posizione rendeva il rifornimento più scomodo).

## Motorizzazioni
Al momento del lancio il motore Serie A+ era disponibile in tre motorizzazioni:
- 998 cm³, 44 CV
- 998 cm³, 47 CV
- 1275 cm³, 63 CV

Nel 1982 si aggiunse una quarta motorizzazione:
- 1275 cm³, 73 CV

Nel 1983 si aggiunse anche l'1.3 Turbo:
- 1275 cm³, 93 CV

| Modello  | Motore              | Cilindrata cm³ | Potenza       | 0–100 km/h (secondi) | Velocità max (km/h) |
| MG 1300  | 4 cilindri, benzina | 1275           | 54 kW (73 CV) | 10,9                 | 165                 |
| MG turbo | 4 cilindri, benzina | 1275           | 69 kW (93 CV) | 9,9                  | 180                 |

| Modello         | Disponibilità       | Motore  | Cilindrata cm³ | Potenza       | Coppia max (Nm) | Emissioni CO2 (g/Km) | 0–100 km/h (secondi) | Velocità max (Km/h) | Consumo medio (Km/l) |
| 1.0             | dal debutto al 1989 | Benzina | 998            | 35 Kw (48 Cv) | 74              | n.d                  | 18.5                 | 144                 | 16.7                 |
| 1.3 Automatica  | dal debutto al 1989 | Benzina | 1275           | 46 Kw (63 Cv) | 99              | n.d                  | 16.7                 | 150                 | 13.5                 |
| 1.3 Vanden Plas | dal 1982 al 1988    | Benzina | 1275           | 54 Kw (73 Cv) | 100             | n.d                  | 13.0                 | 165                 | 14.5                 |
| 1.3 Turbo MG    | dal 1983 al 1989    | Benzina | 1275           | 66 Kw (90 Cv) | 115             | n.d                  | 10.8                 | 180                 | 14.4                 |

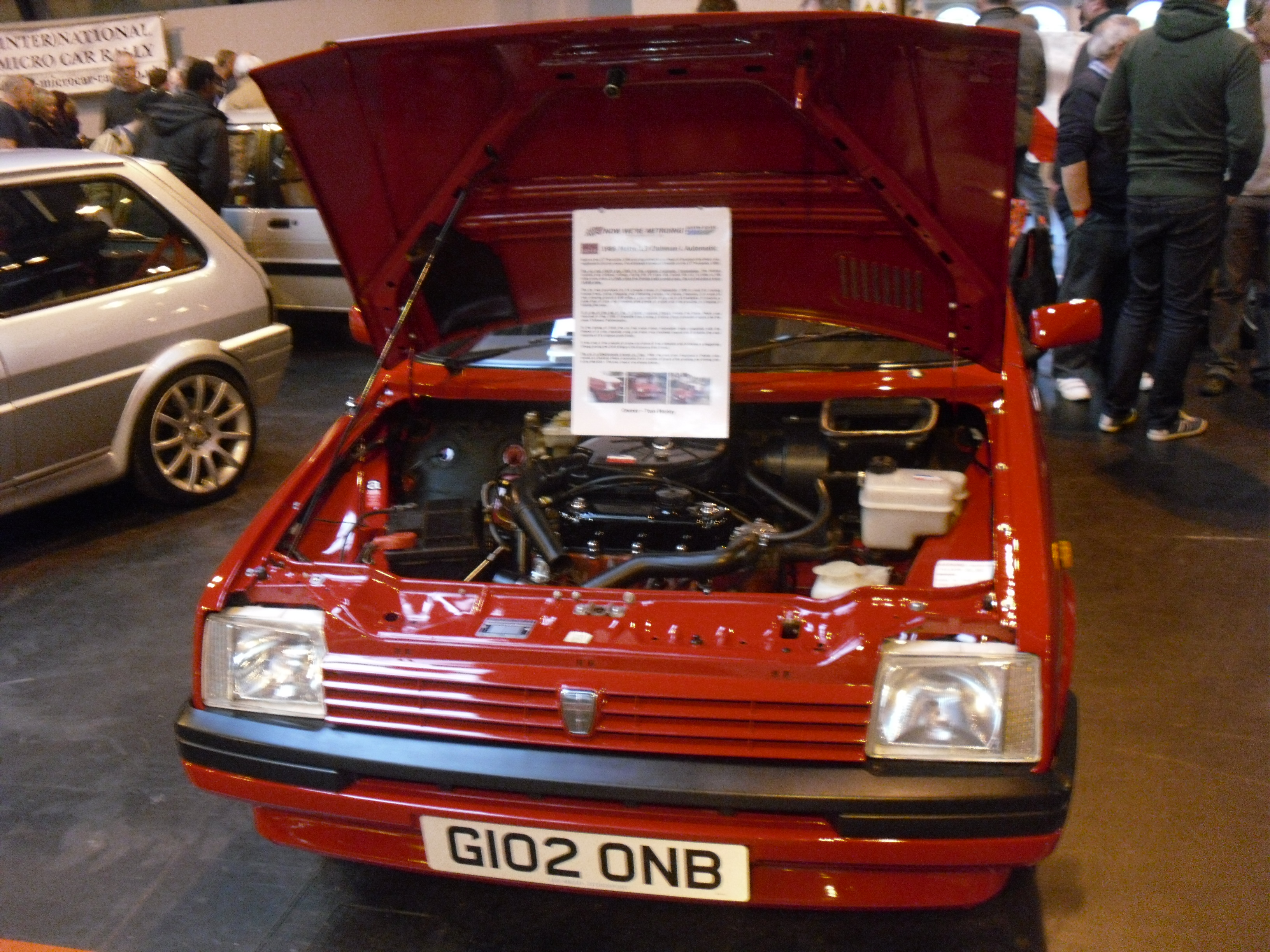
Un motore Serie A+ 1,3 da 63 CV nel vano motore di un'Austin Metro Clubman del 1989
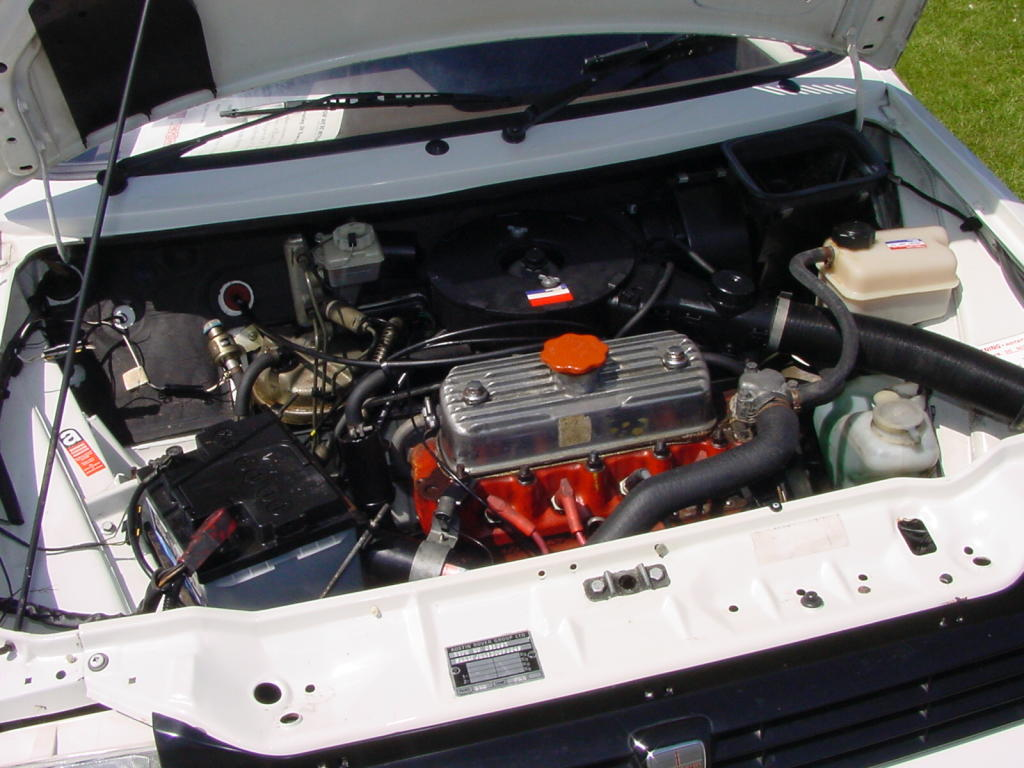
Un motore Serie A+ 1,3 da 73 CV nel vano motore di un'Austin Metro GTa del 1989. Si riconosce dalla testata argentata e dal tappo dell'olio color arancione.
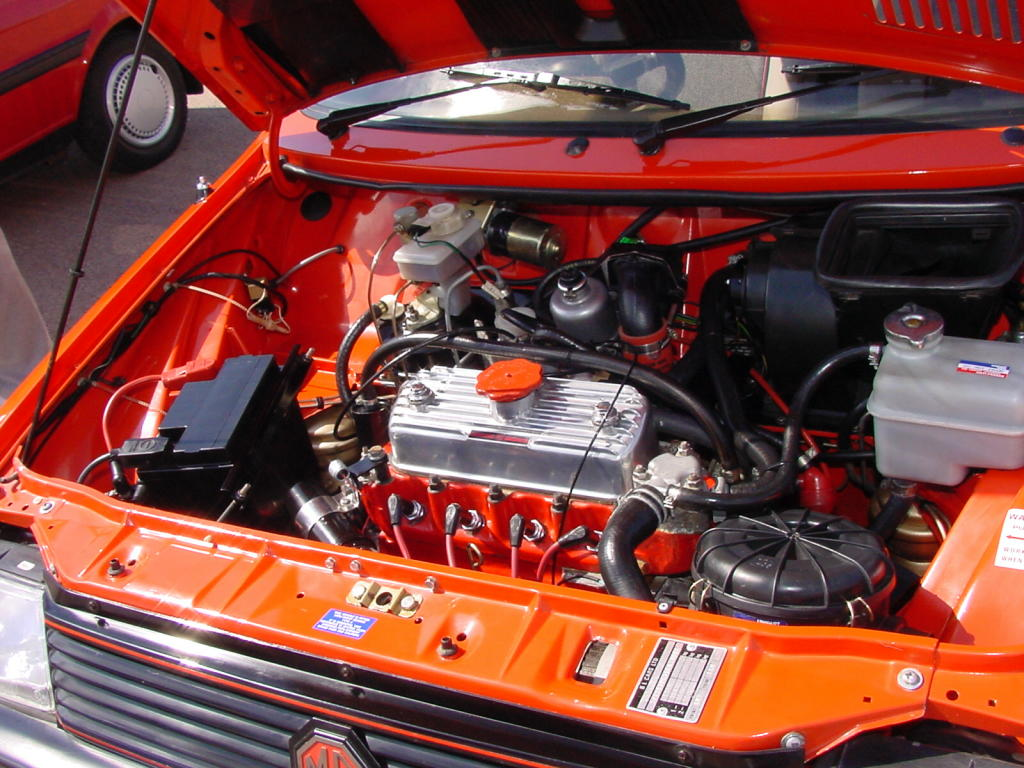
Il motore Serie A+ 1,3 Turbo da 93 CV nel vano motore di una MG Metro Turbo prima serie. Si riconosce dalla testata argentata e dal filtro dell'aria posto alla sua destra invece che dietro.

## Prima serie (1980-1984)
Il veicolo venne presentato l'8 ottobre 1980 al Salone dell'automobile britannico, presso il National Exhibition Centre (NEC) di Birmingham, alla presenza del primo ministro Margaret Thatcher.

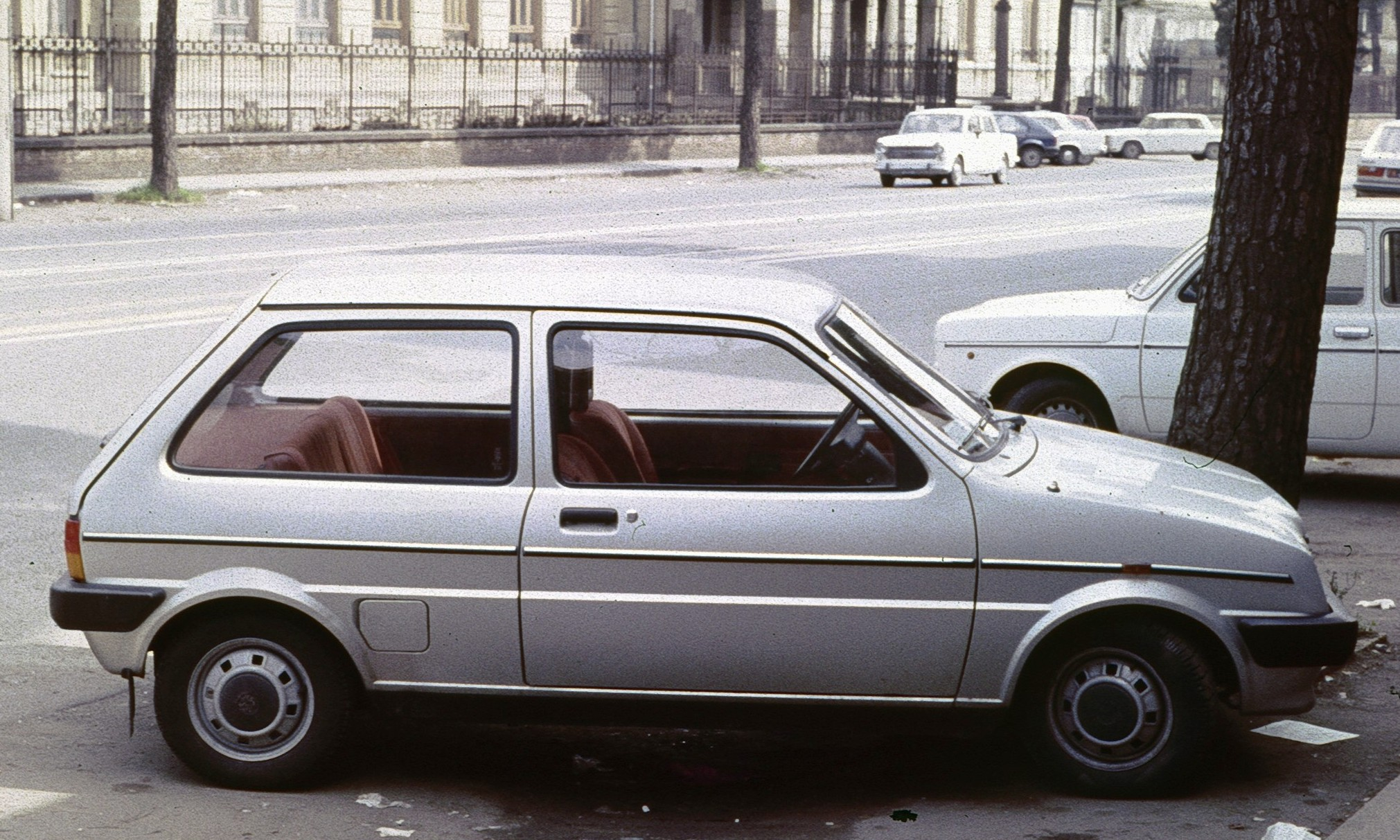
Vista laterale

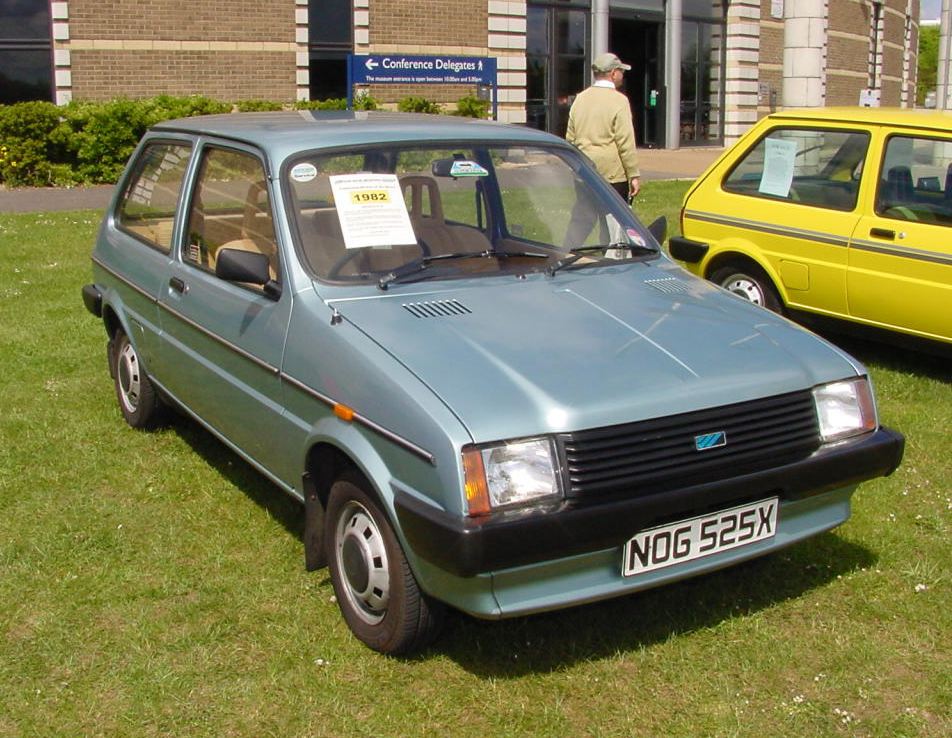
Fronte di una 1.3 del 1982

Per scegliere il nome dell'utilitaria, fu contattata un'azienda specializzata nel trovare nomi per prodotti commerciali. L'azienda produsse una lista di 38 nomi diversi, poi ridotti a tre: Metro, Maestro e Match. La decisione finale fu effettuata con una votazione, a cui partecipò l'intera forza lavoro della British Leyland: le tre proposte ricevettero rispettivamente 8 599, 8 332 e 2 793 voti. La scelta ricadde quindi sul nome Metro, mentre il secondo classificato sarà utilizzato tre anni più tardi per dare nome alla Austin Maestro.
L'utilitaria doveva quindi essere commercializzata con il marchio Austin e il nome di Metro. Tuttavia, dal momento che esisteva un'azienda di Birmingham chiamata "Metro-Cammell" (che produceva convogli della metropolitana), inizialmente l'utilitaria dovette essere commercializzata con il nome di miniMetro (che sottolineava il suo ruolo di "Mini moderna"), per evitare problemi di marchio registrato. Dal 1982 in poi, risolti i problemi legali, si tornò al nome inizialmente previsto di Metro.
Nonostante non fosse stata lanciata come diretta sostitutrice della Mini, le vendite di quest'ultima subirono un forte ridimensionamento: la produzione infatti fu più che dimezzata, passando dai 150 067 esemplari del 1980 ai 69 986 del 1981.

### Styling
Lo styling privilegiò le linee e gli angoli, con l'eccezione del parabrezza (che aveva invece gli angoli arrotondati).

### Interni

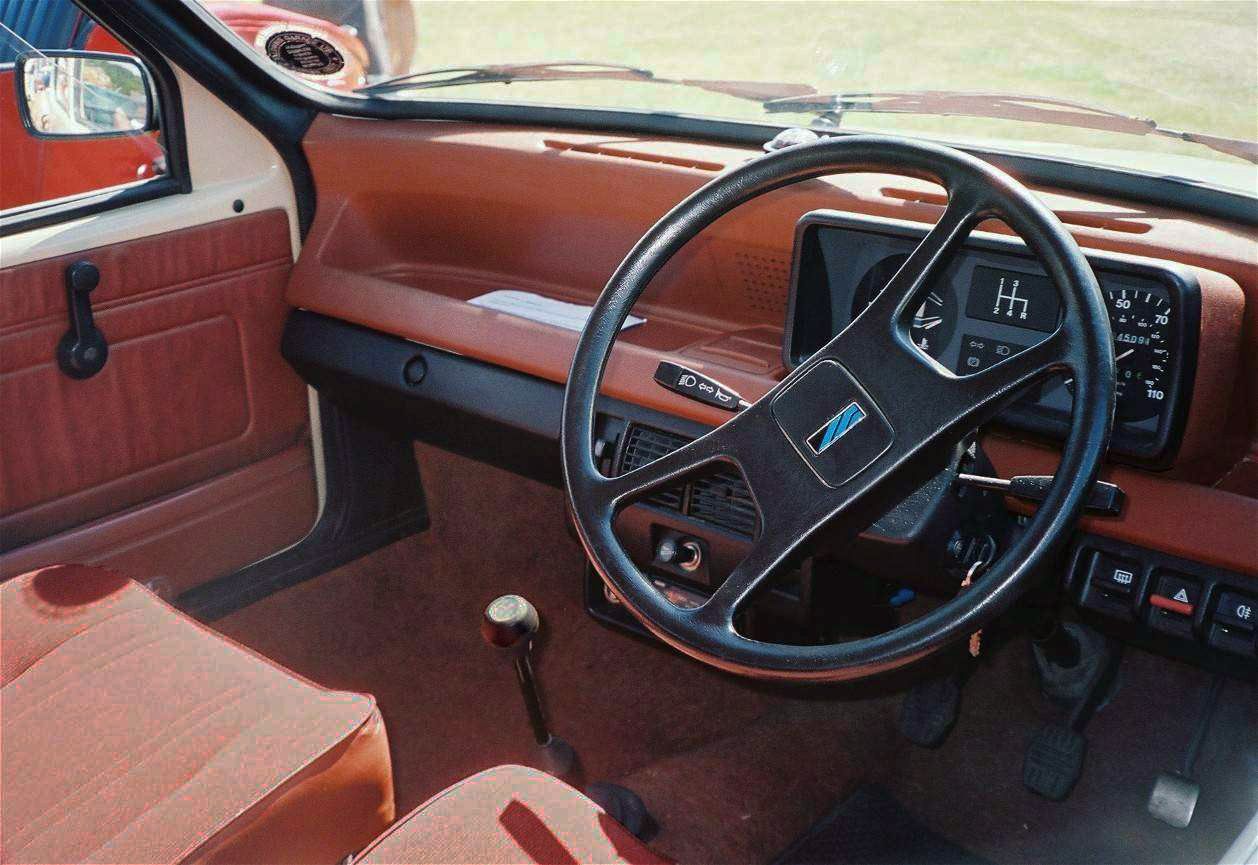
L'interno di un'Austin Metro 1.0 L del 1980

Il cruscotto, realizzato in plastica, localizzava i comandi per fari, indicatori di direzione, clacson, tergicristalli e lavavetro anteriori in due levette ai lati del volante, mentre gli interruttori per frecce di emergenza, fari fendinebbia, lunotto termico, tergilunotto e lavavetro posteriore si trovavano sulla plancia, sul lato della portiera; l'impianto di ventilazione comprendeva un ventilatore a due velocità e due bocchette centrali, più le fessure per lo sbrinamento del parabrezza e dei finestrini anteriori; il quadro strumenti prevedeva su tutte le versioni tachimetro, contachilometri totale e parziale, indicatore del livello della benzina e della temperatura del liquido di raffreddamento e, tra le altre, una spia che si accendeva se la cintura di sicurezza del guidatore non veniva allacciata, mentre sulle versioni più complete comprendeva anche un contagiri e un orologio digitale. Oltre alle tasche sulle portiere anteriori e al cassetto portaoggetti, ulteriori spazi per depositare piccoli oggetti erano offerti dalla mensola sul cruscotto e dalle cavità ai lati del divanetto posteriore. Il portacenere era presente sia davanti, integrato nel cruscotto, che nei sedili posteriori. Un punto di forza della Metro era che il divanetto posteriore fosse ribaltabile non in un unico pezzo ma in due pezzi di larghezza diseguale (60/40), permettendo in questo modo di far spazio ai bagagli ribaltando anche solo una delle due parti, così da lasciare comunque uno o due posti per i passeggeri.

### Allestimenti

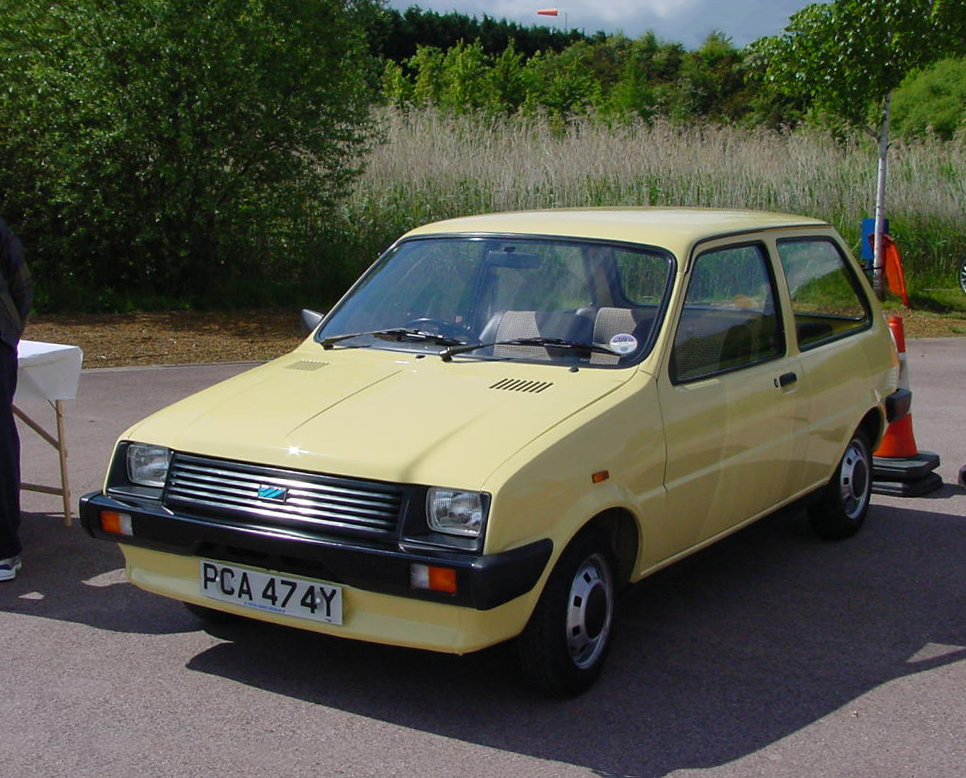
Un'Austin Metro del 1983. Le versioni più economiche della Metro (1.0, 1.0 L e City) avevano un diverso styling dei fari anteriori

Le versioni disponibili erano cinque: le 1.0 o standard (versione base), 1.0 L (meno spartana della 1.0) e 1.0 HLE (ottimizzata per la riduzione dei consumi) erano equipaggiate con il motore 1.0 da 44 cavalli, mentre le 1.3 S (con una leggera caratterizzazione sportiva) e 1.3 HLS (con l'equipaggiamento più completo della gamma) erano dotate del più potente 1.3 da 63 cavalli. Sul mercato continentale, la gamma era composta dalle sole versioni 1.0, 1.0 L, 1.0 HLE e 1.3 S.
- La 1.0 (o standard) era il modello base della gamma; spinta dal motore 1.0. Aveva di serie il lunotto termico. Nel 1982 gli interni della 1.0 furono aggiornati con tessuto in Pied de poule[23].
- La 1.0 L aggiungeva alla dotazione doppia striscia laterale, parabrezza in vetro laminato, tergicristallo sul lunotto posteriore, luci posteriori per la retromarcia, sedili in stoffa "marle", sedili anteriori reclinabili, braccioli e portaoggetti sulle portiere anteriori, sedili posteriori a ribaltamento asimmetrico (60/40), maniglie sopra i finestrini con appendiabiti, cassetto portaoggetti tappezzato, vaschette portaoggetti posteriori, specchietto di cortesia, pareti laterali del bagagliaio rivestite di PVC e sterzo soffice al tatto.
- La 1.0 HLE era la versione ottimizzata per la riduzione dei consumi, che era permessa da numerosi accorgimenti: una versione leggermente modificata del motore da 998 cm³ e l'assenza dei paraspruzzi nelle ruote posteriori, grazie ai quali può raggiungere un consumo medio urbano di 6,8 litri per 100 km - 60 MPG[2]. La dotazione comprendeva striscia paraurti laterale, accendisigari, orologio, radio push button.
- La 1.3 S era dotata di strisce laterali colorate, vetri oscurati, servofreno, contagiri, orologio digitale.
- La 1.3 HLS era dotata di bocchettone rifornimento carburante chiudibile a chiave, striscia paraurti laterale, finestrino lato passeggero, cerchioni con elementi estetici decorativi, poggiatesta anteriori, rivestimenti dei sedili e delle portiere in pile, tappetino in gomma per la mensola sul cruscotto, alette parasole ricoperte in tela, freno a mano imbottito, pavimento del bagagliaio tappezzato, colonne B rivestite interamente.

Nella primavera del 1982 la gamma venne ampliata con l'introduzione delle versioni City (una versione ancora più economica ed essenziale della Metro standard), 1.3 Automatic (versione dotata di cambio automatico), Vanden Plas (versione "di lusso") e MG 1300 (con motore più potente e caratterizzazione sportiva). Lo stesso anno vide il lancio di una versione van.

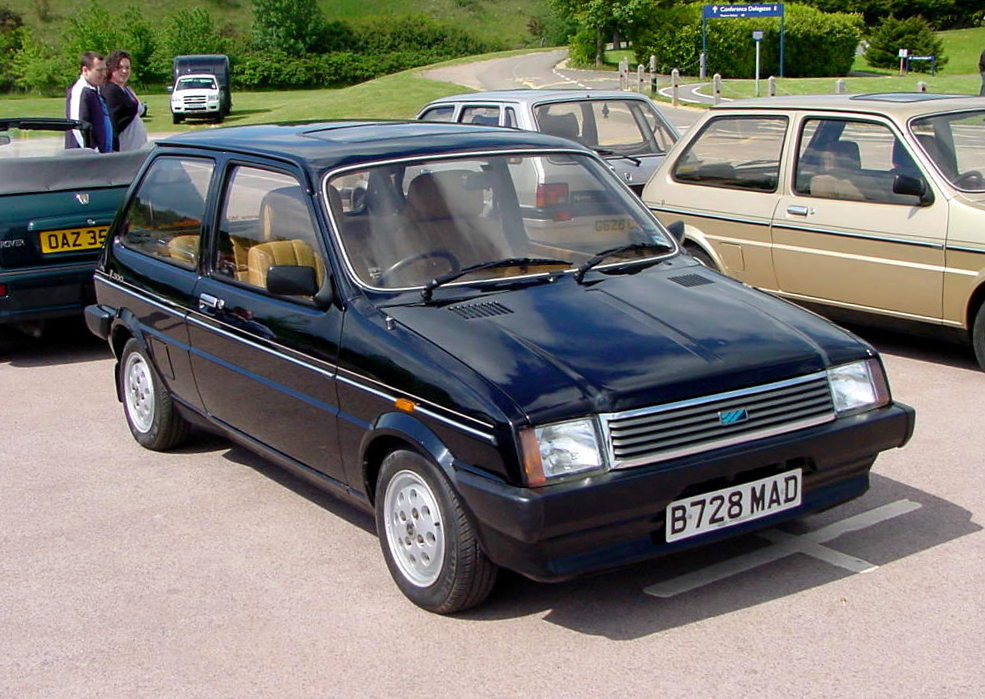
Una Metro edizione limitata Vanden Plas 500 del 1984. Ai dettagli cromati della Vanden Plas standard (maniglie, griglia, contorno parabrezza) si aggiungevano sedili in pelle di serie e cerchi in lega.

- La Vanden Plas, dotata del motore 1.3 da 63 CV, era la versione di maggior prestigio. La Vanden Plas era una casa automobilistica controllata dalla Austin a partire dagli anni Cinquanta; oltre ad aver prodotto diverse berline di grande lusso fino agli anni Novanta, il marchio veniva utilizzato per identificare le versioni più lussuose delle utilitarie Austin. Esternamente si distingueva per la presenza di cromature (le maniglie delle portiere, la griglia frontale, il contorno di parabrezza e lunotto posteriore). All'interno il livello di finiture era superiore (sedili in velluto con l'opzione di sedili in pelle, inserti in radica di noce sulla plancia e sulle portiere); l'equipaggiamento era molto completo (trip computer, vetri elettrici, autoradio oltre a tutti gli optional già presenti sulla HLS).
- La City si piazzava alla base della gamma come versione più economica della Metro, con un equipaggiamento molto povero. Non venne esportata nel resto d'Europa.
- La 1.3 Automatic era sostanzialmente una 1.3 HLS dotata di cambio automatico a quattro rapporti.
- La Morris Metro van, marchiata con il marchio Morris e non Austin, era la versione van della Metro, ed era basata sulla versione City.

- La MG Metro 1300 (marchiata con il marchio MG e non Austin) era la prima vera versione sportiva della gamma. Esternamente si presentava di serie con cerchi in lega da 12 pollici, striscia rossa sopra la griglia frontale, strip adesive laterali, spoiler attorno al lunotto e vetri leggermente oscurati, mentre internamente era dotata di sterzo e sedili sportivi, finiture nere e grigie, cinture di sicurezza e tappetini rossi. Il motore in dotazione sviluppava 73 CV ed era una versione dell'1.3 potenziata con valvole più larghe, rapporto di compressione aumentato da 9,4 a 10,5:1[24][25], un diverso profilo dell'albero a camme, un carburatore SU HIF44 più grande, collettore di aspirazione raffreddato ad acqua ed un sistema separato di estrazione dei gas di scarico; i freni a disco anteriori diventavano autoventilanti, con pinze AP a quattro pistoni, mentre i freni posteriori rimanevano i tamburi di 7 pollici delle versioni Austin.[26]
La rivista britannica What Car? scelse questa versione della Metro come "Car of the year 1983"[27].
Uno dei motivi per cui fu lanciata era placare il malcontento degli appassionati MG e rivitalizzarne il marchio, che dopo la chiusura dello storico stabilimento di Abingdon e l'uscita di produzione della MG B nel 1980 sembrava destinato a scomparire. Tuttavia inizialmente la novità non fu accolta con entusiasmo dai fan delle MG classiche, legati alla tradizione delle spyder, che ci leggevano uno squallido tentativo di badge engineering per riciclare come MG una vettura già esistente e pronta con pochi ritocchi.[24][26]

Al lancio della MG 1300, il Gruppo Austin Rover credeva che la versione MG avrebbe attratto un pubblico piuttosto ristretto e di nicchia. In poco tempo, invece, risultò che oltre il 25% delle Metro vendute erano MG 1300, e questo spinse l'azienda a promuovere la progettazione di una versione MG più potente, con la collaborazione della Lotus. La soluzione scelta fu quella della sovralimentazione con un turbocompressore Garrett T3, che forniva un boost che variava tra 4 e 7 psi in base ai giri del motore. I primi prototipi arrivavano a produrre oltre 120 CV, ma sotto le sollecitazioni di questa potenza il cambio mostrava una certa propensione a rompersi, e la mancanza della quinta marcia ne penalizzava il pieno sfruttamento. Il management si rifiutò di fornire un budget adeguato a produrre anche un nuovo cambio, per cui gli ingegneri furono costretti a limitare la coppia a 115 N·m e quindi la potenza a 93 CV.
- La MG Metro Turbo debuttò nel 1983 e costituiva la versione più sportiva della gamma. La dotazione includeva cerchi in lega da 13 pollici, pneumatici ribassati e più larghi, spoiler frontale maggiorato rispetto a quello già montato sugli altri modelli, un rivestimento laterale in plastica nera sulle portiere con scritta "Turbo" e passaruota più grandi. Beneficiava inoltre di una barra antirollio posteriore e di unità Hydragas posteriori individualizzate. La potenza di 93 cavalli consentiva prestazioni di rilievo (velocità massima di 182 km/h, 0-100 in 9,9 secondi[26]), ma la presenza di un cambio a sole 4 marce ne penalizzava le doti dinamiche.

#### Edizioni speciali
- Gala
- Moritz
- Special
- Surf

## Seconda serie (1985-1990)

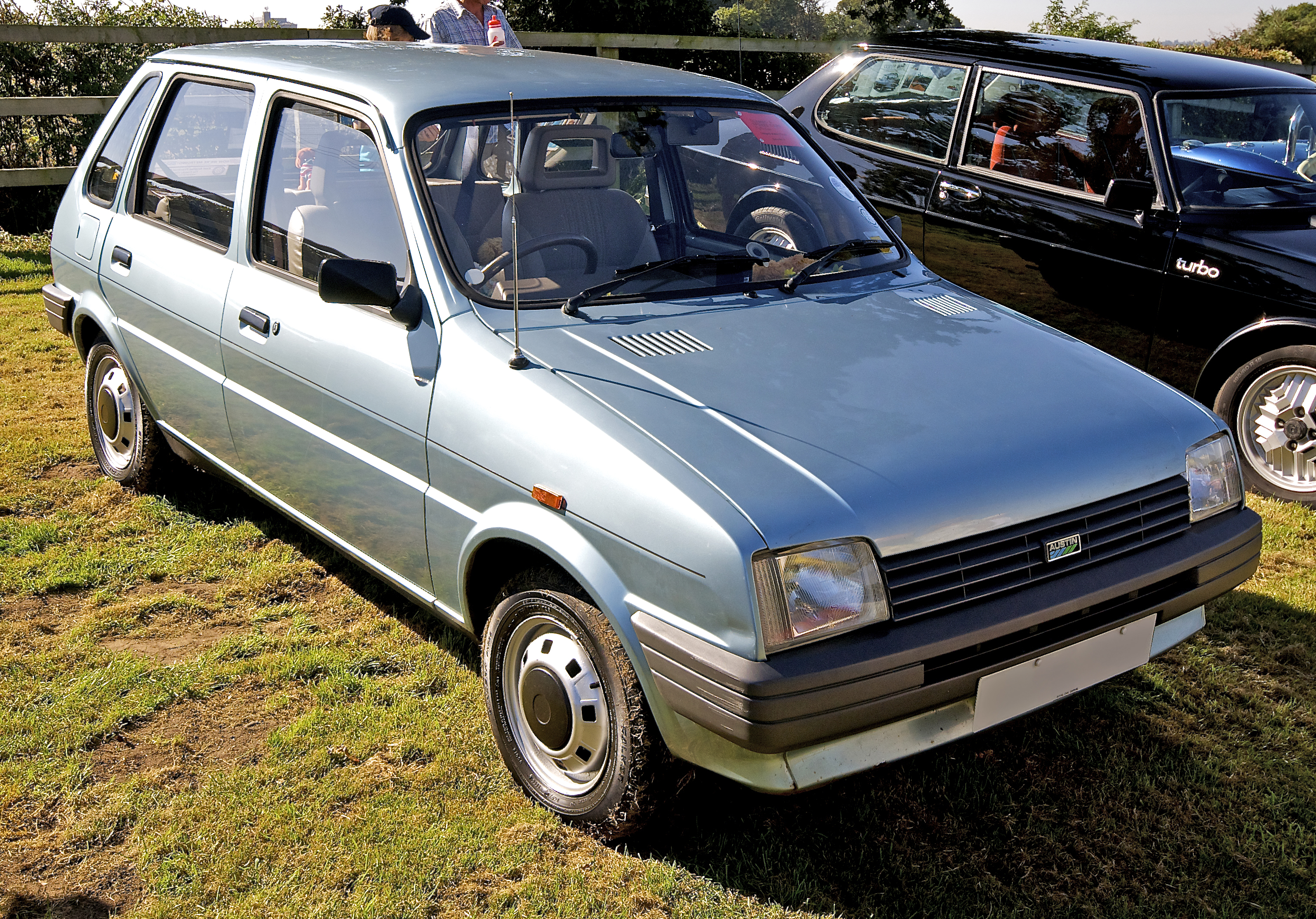
Una Austin Metro 1,3 a 5 porte del 1985

Nel 1985 la Metro venne sottoposta ad un restyling, che interessò la mascherina anteriore, i paraurti (ora in plastica su tutte le versioni, anziché in metallo verniciato di nero), gli specchietti retrovisori e, soprattutto, gli interni (nuova plancia, diversi rivestimenti). Nuovi profili paracolpi laterali ed un piccolo spoiler sul lunotto, completarono i ritocchi estetici. A livello tecnico, l'unica novità di rilievo fu l'adozione della frizione idraulica. Col modello '85 la Metro s'arricchì anche della variante a 5 porte, che s'affiancava a quella a 3.
Accanto alle versioni di serie, tra il 1987 ed il 1988 vennero proposti numerosi allestimenti speciali, tutti basati sulle versioni 1.0 a 3 porte. Tra questi le economiche Kilt e le raffinate Studio e Studio 2.
Nel novembre del 1986 la milionesima Metro uscì dalla catena di montaggio.
Nel 1987 il Gruppo Austin Rover decise di sopprimere il marchio Austin, così cambiò nome in Gruppo Rover e nelle Metro (così come negli altri modelli Austin in produzione, come la Maestro e la Montego) il nome «Austin» scomparve dal portellone posteriore, mentre nella griglia anteriore il logo fu rimpiazzato con uno simile a quello già presente, che però al posto di «austin» riportava la scritta «metro». A partire dalla fine del 1988, il logo fu sostituito con uno dalla forma di quello della Rover, ma completamente grigio e con la scritta «metro». I modelli marchiati MG non furono interessati da queste modifiche.

### Allestimenti

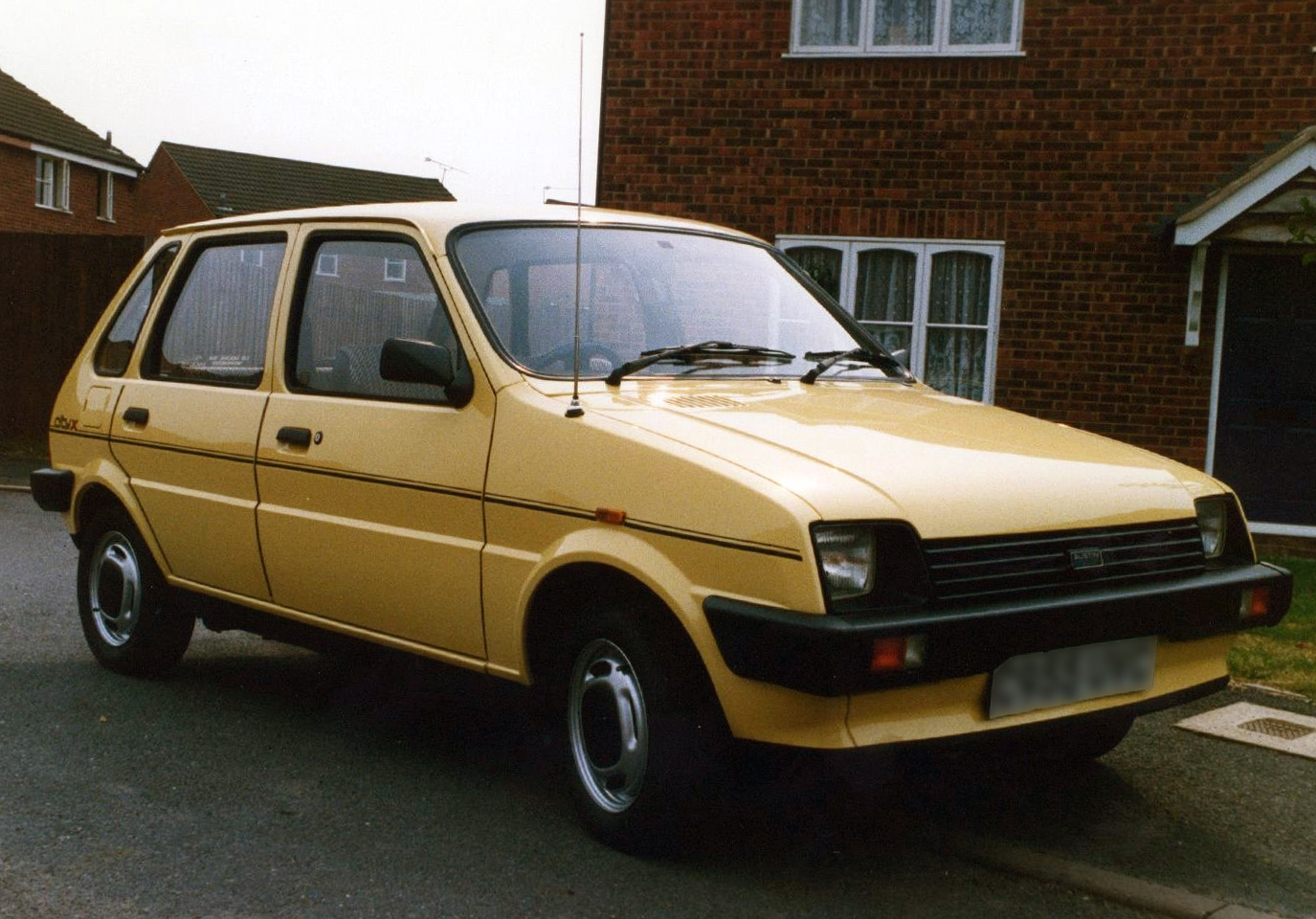
Un'Austin Metro City X del 1985. Anche nella seconda serie le versioni più economiche (City, City X e Van) presentavano un design alternativo dei fari anteriori

Anche la gamma fu rivista: adesso prevedeva 8 modelli. Al momento del lancio i modelli disponibili erano City (modello base), City X (leggermente più completa della City), L (modello medio-basso), HLE (modello medio-alto), 1.3 Automatic, Vanden Plas, MG 1300 e MG turbo.

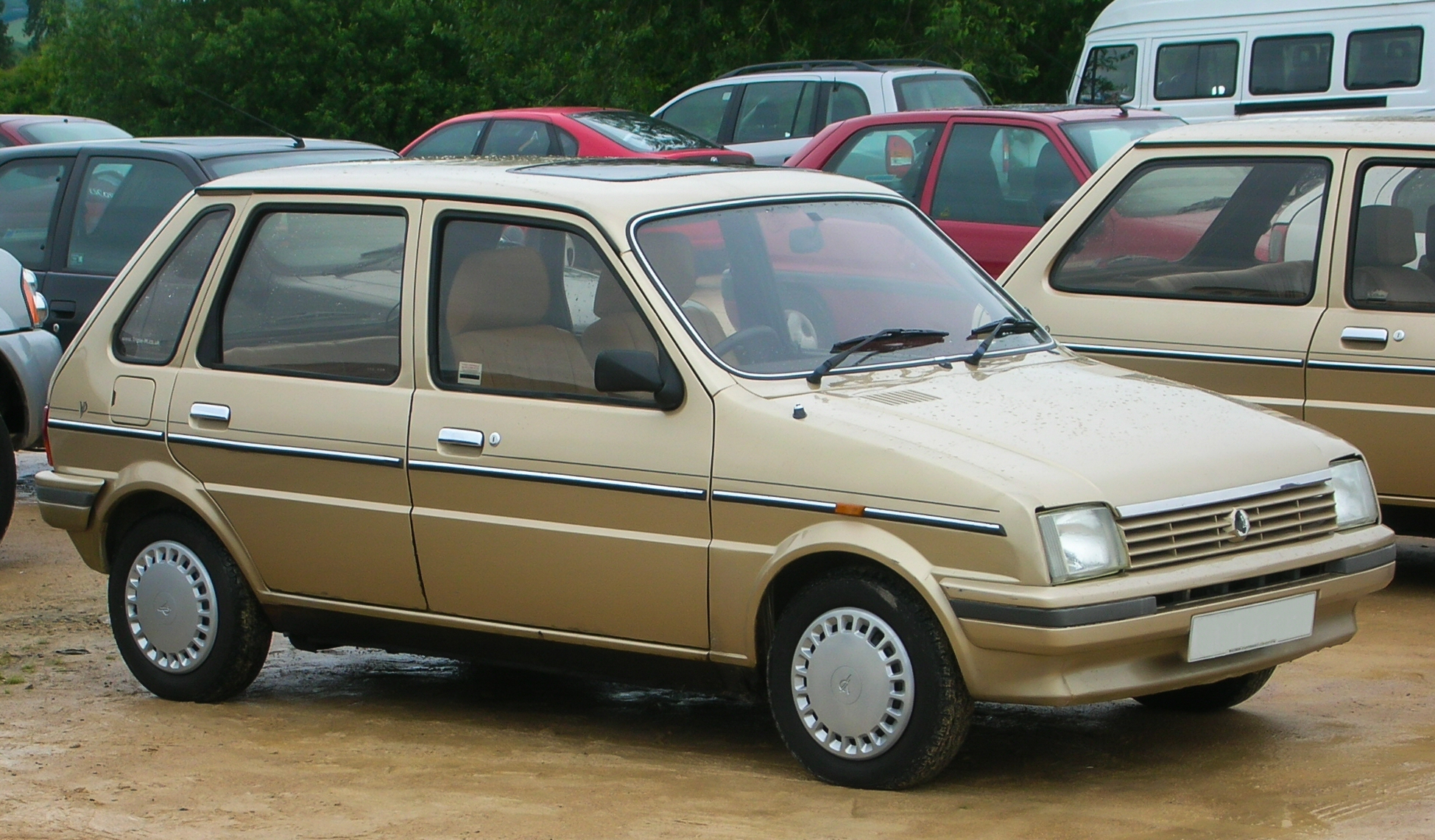
Un'Austin Metro Vanden plas automatic del 1985

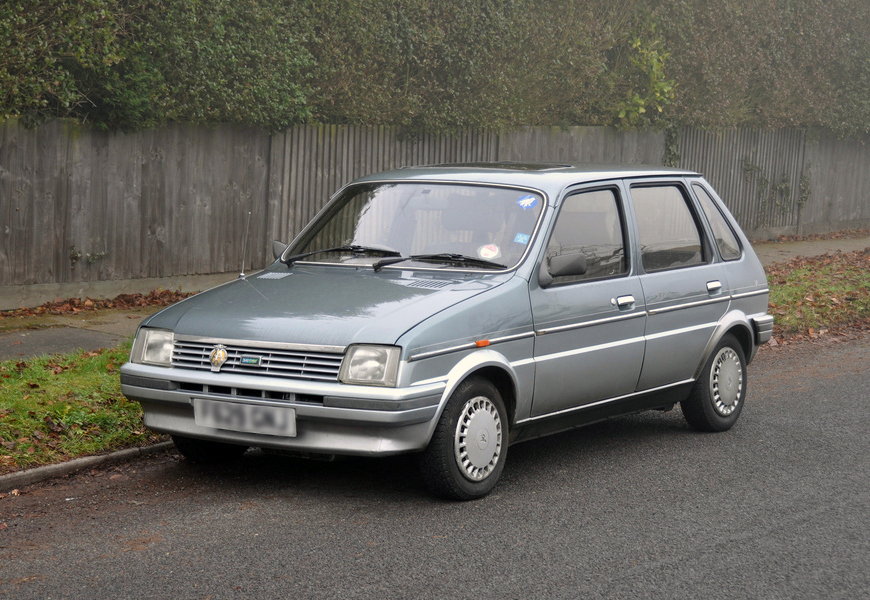
Un'Austin Metro Vanden plas automatic bicolore del 1988

- La Vanden Plas (solo a 5 porte) continuava ad essere il modello di maggiore lusso nella gamma. La versione con cambio manuale era spinta dal motore 1.3 da 71 CV (lo stesso utilizzato nella MG Metro 1300), mentre quella con cambio automatico dall'1.3 standard. Nel 1987/88 venne introdotto l'optional della colorazione bicolore. Nel 1989 cambiò nome in GS, stesso nome che verrà adottato per la versione "di lusso" dell'erede Rover 100.
- La City (3 o 5 porte) con il motore 1.0, era come nella precedente gamma la versione base.
- La City X (3 o 5 porte) con il motore "1.0 46", era una versione leggermente più accessoriata della City.
- La L (3 o 5 porte) con il motore "1.0 46" (Austin Metro 1.0 L) o 1.3 (Austin Metro 1.3 L), era una scelta intermedia all'interno della gamma.
- La HLE, disponibile sia nella versione 1.0 (1.0 HLE, solo a 3 porte) che in quella 1.3 (1.3 HLE, a 3 o 5 porte).
- La 1.3 Automatic (3 o 5 porte) era dotata di cambio automatico e del motore 1.3.
- La MG Metro 1300, disponibile solo a 3 porte, era spinta dal motore 1.3 da 72 CV.

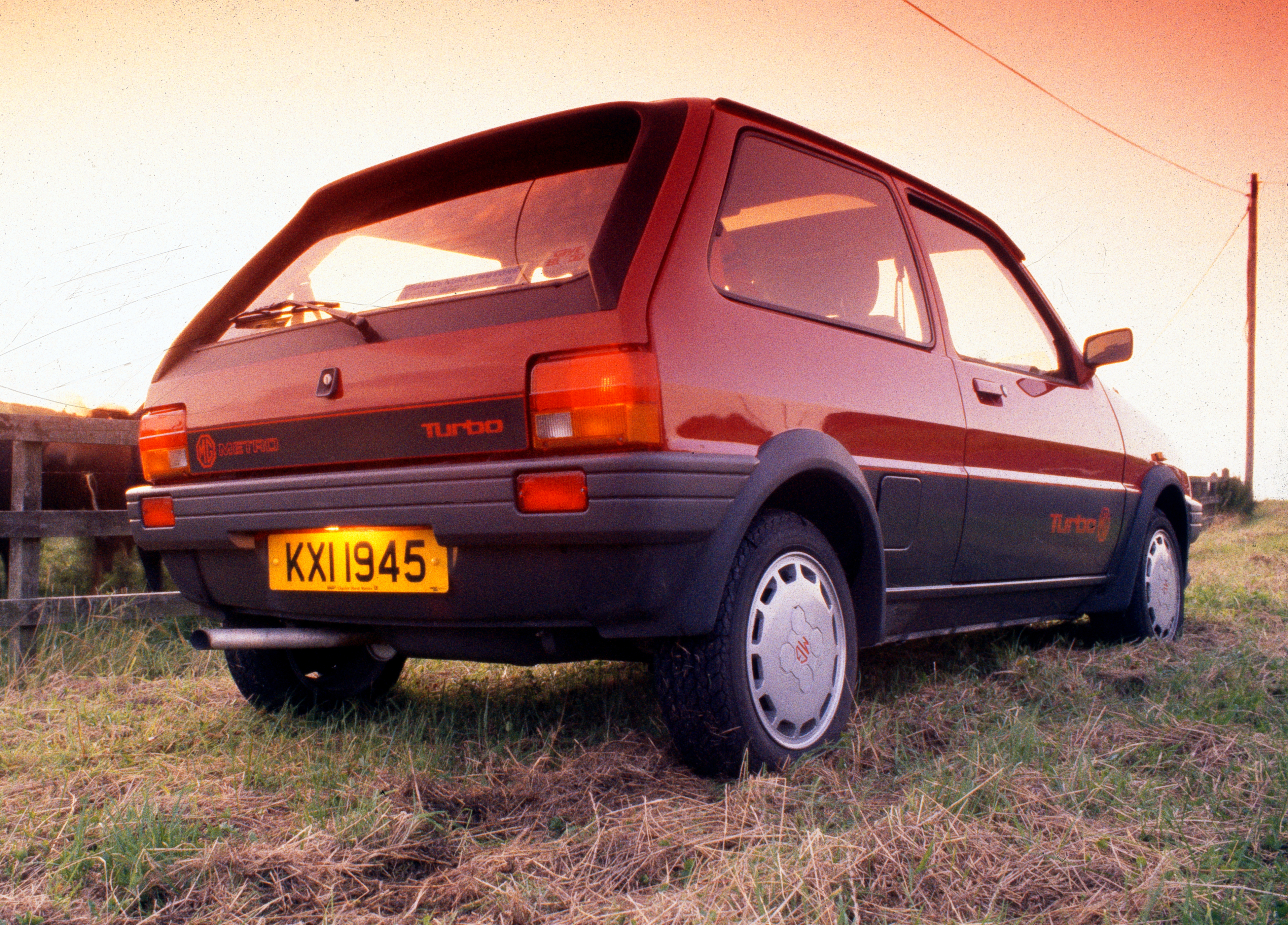
Una MG Turbo del 1987

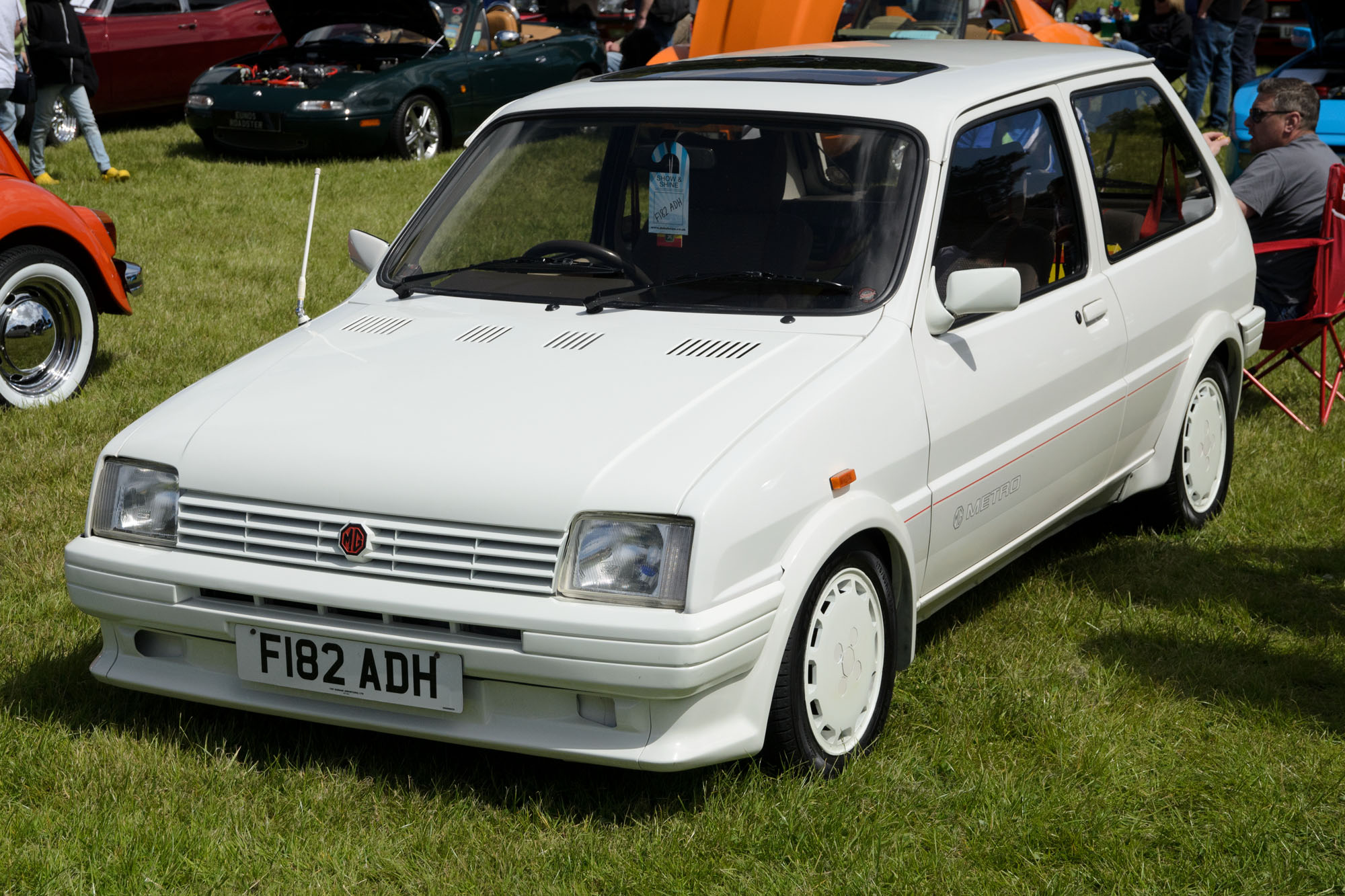
Una MG Turbo edizione All White del 1988

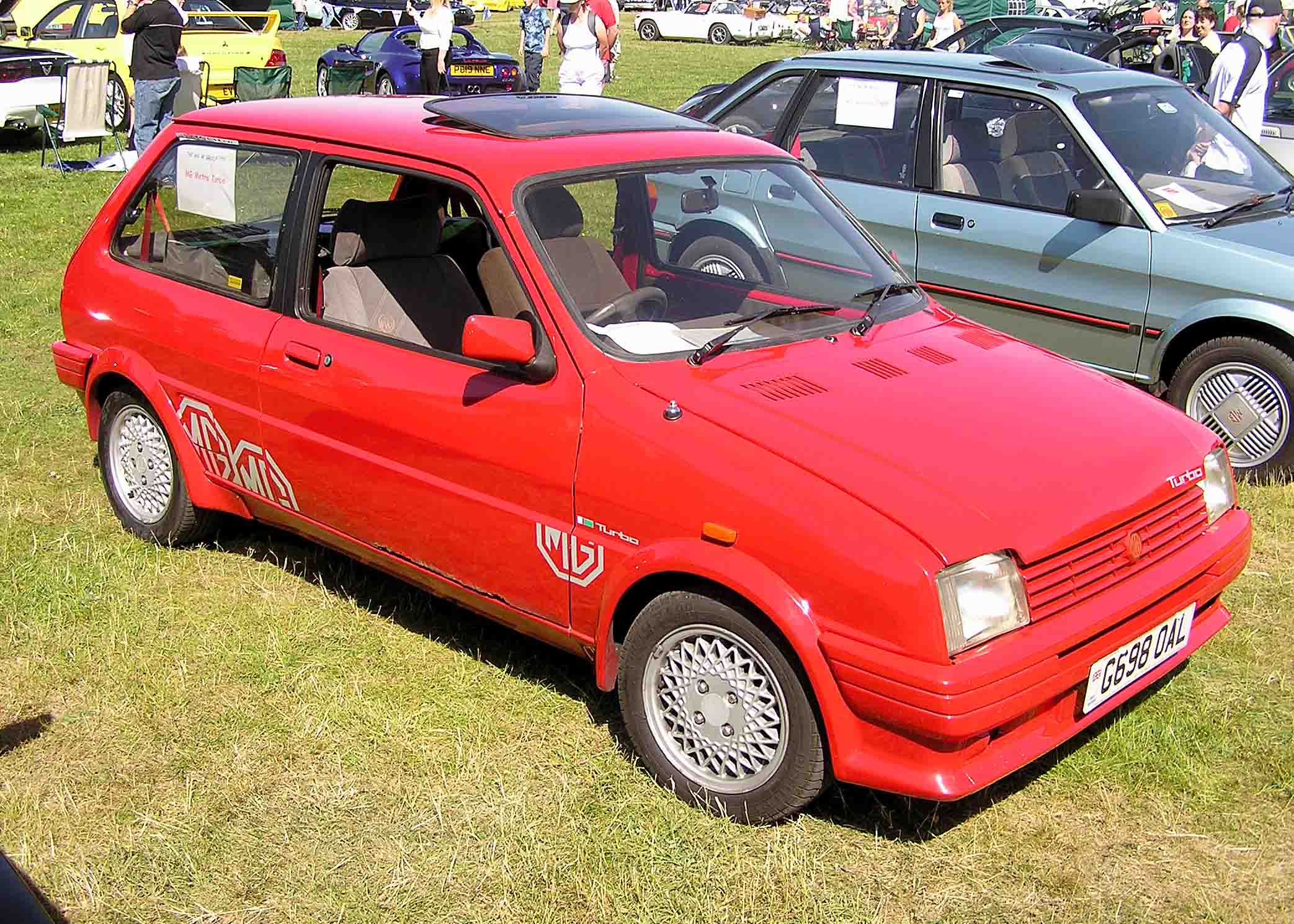
Una MG Turbo del 1989, con carrozzeria in tinta e loghi MG sulla fiancata

- Turbo: disponibile solo a 3 porte, era spinta dal motore 1.3 Turbo. Specchietti, maniglie e griglia frontale in colore carrozzeria. Nel 1986 venne lanciata una versione chiamata "All White", che era colorata di bianco comprendeva maniglie, paraurti, passaruota, spoiler e rivestimenti in plastica delle fiancate in colore carrozzeria[29], oltre che dei nuovi cerchi in lega. Nel 1988 questo trattamento diventò di serie e fu allargato a tutti gli altri colori. L'anno successivo le scritte "Turbo" sulle fiancate vennero sostituite da adesivi con il logo MG.

A partire dal 1986, le cinture di sicurezza posteriori divennero di serie su tutti i modelli.
Nell'agosto del 1987 vengono apportate delle migliorie all'isolamento del rumore del motore e del cambio.
Nel 1987 escono di produzione le versioni HLE e vengono lanciate le Mayfair. Lanciata per riempire il gap tra la Vanden plas e la L, la Metro Mayfair era disponibile sia nella versione 1.0 (solo a 3 porte) che in quella 1.3 (solo a 5 porte).
Nel 1987 venne lanciata una versione della L ottimizzata per l'economia carburante (Austin Metro 1.0 LE), dotata del motore "1.0 46" ottenendo però un migliore consumo di carburante. Nel 1987 la 1.3 Automatic cessò di esistere come modello a parte, e il cambio automatico diventò un'opzione dei singoli modelli.
Nel 1988 viene lanciata la 1.3 City, una versione della City dotata di cambio automatico e motore 1.3.

#### Edizioni speciali
- Special
- Special plus
- Clubman
- 1275 Sport
- Sport
- Schweppes

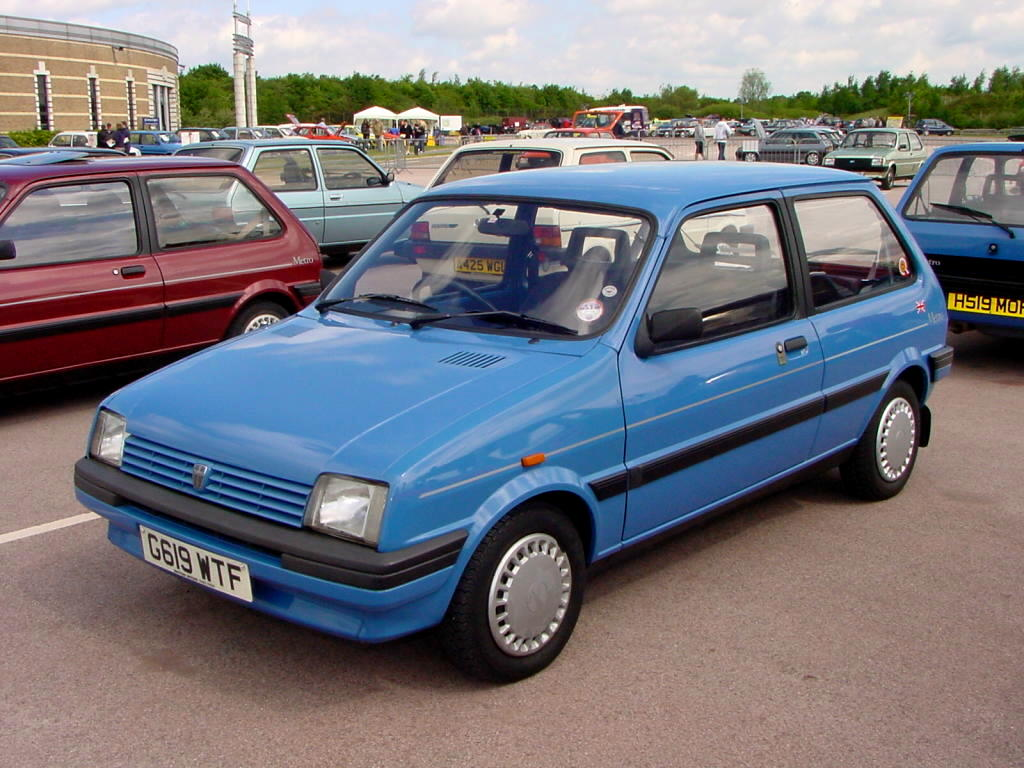
Un'Austin Metro del 1989

- Red hot e Jer black: le Metro Red hot e Jer black, introdotte nel 1988[31] ed entrambe solo a 3 porte, erano due edizioni speciali che basavano il loro appeal sul contrasto tra rosso e nero. La prima era disponibile solo nel colore rosso, mentre la seconda solo nel colore nero; entrambe avevano paraurti e griglia frontale in colore carrozzeria. L'interno, molto elaborato, era comune ai due modelli e comprendeva sedili in velluto nero con i bordi rossi e il nome del modello ricamato, comprensivi di poggiatesta imbottiti. Una radio con due altoparlanti era di serie. Erano disponibili con il motore 1.0 o 1.3, e sulla 1.3 era opzionale il cambio automatico.
- Advantage: lanciata nel 1988.
- Studio 2
- Kensington
- Piccadilly
- Surf
- 1300 Surf GT
- Surf plus
- Mosaic: lanciata nel 1988 solo nella forma a 3 porte, la Metro Mosaic era un'edizione speciale lanciata come mezzo ideale per un pubblico giovane, da usare per il divertimento nei mesi estivi: pur possedendo delle caratteristiche volte a dargli un aspetto attraente (griglia frontale e paraurti in colore carrozzeria, tettino apribile montato di serie) riusciva a presentarsi con un prezzo basso grazie alla mancanza di alcuni elementi (niente tergicristallo posteriore o specchietto sul lato del passeggero).[32]

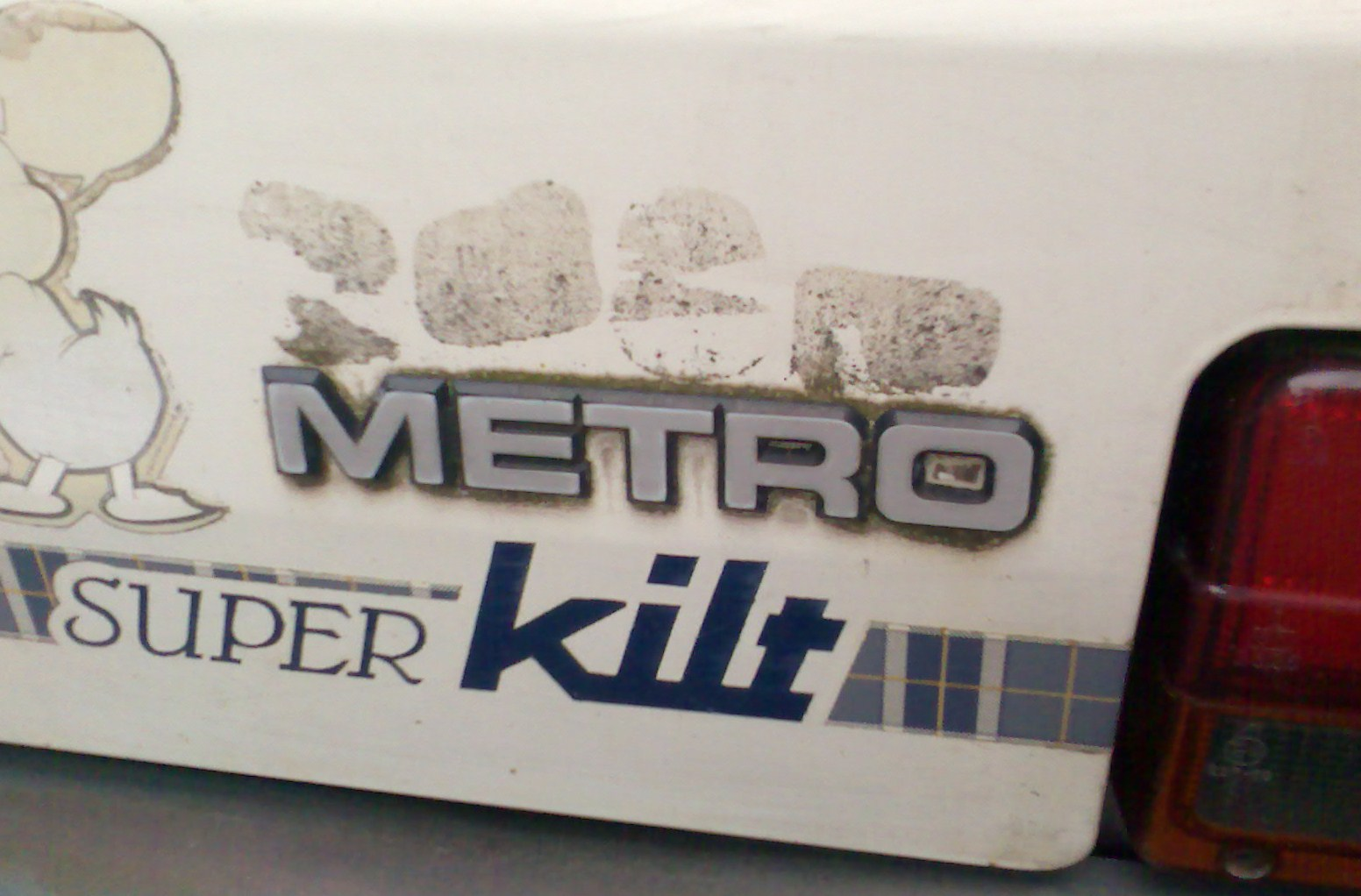
Decalcomania dell'edizione speciale Super Kilt

- GTa: lanciata nel 1988[31]
- ARX
- Dundee
- Kilt
- Super Kilt
- Tweed
- Knightsbridge
- Principles
- Chelsea

## Competizioni sportive: la MG Metro 6R4

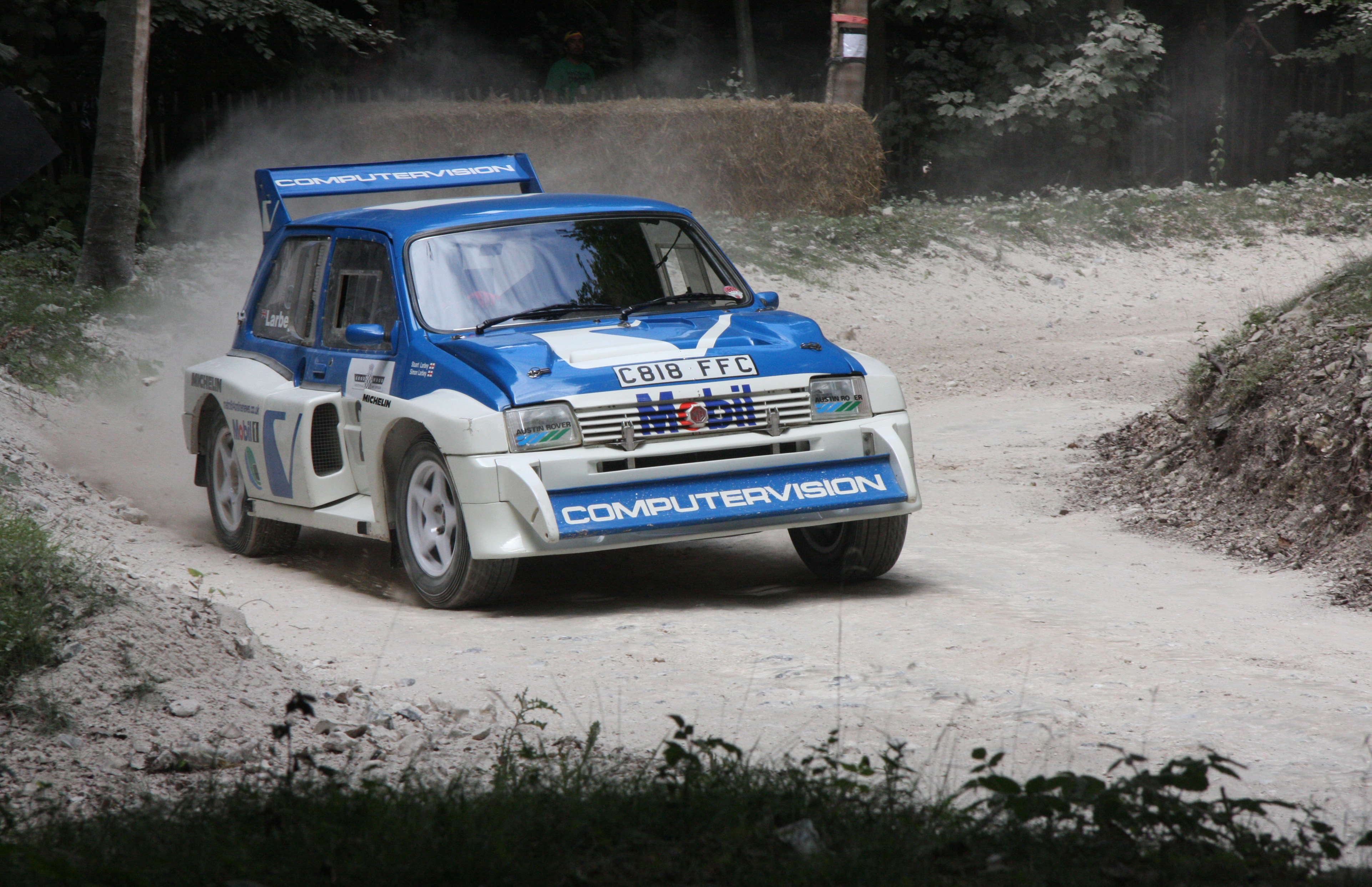
Una MG Metro 6R4 in gara nel 2010

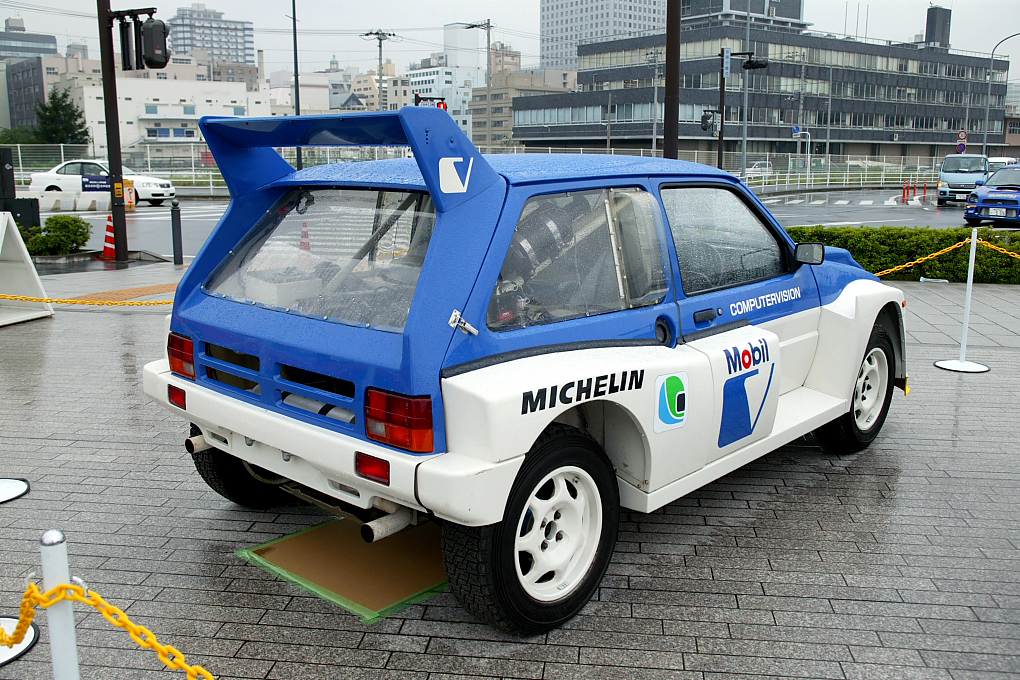
Retro

Nel corso del 1984 venne sviluppata, in collaborazione con il team Williams di Formula 1, una versione della MG Metro adatta a partecipare al Campionato del mondo rally nella categoria Gruppo B: fu chiamata MG Metro 6R4 (sigla di 6-cylinder Rallycar 4-wheel drive).
Come tutte le vetture Gruppo B dell'epoca, le Metro 6R4 avevano solo un richiamo estetico alle Metro di serie, giacché la meccanica (ma anche l'aerodinamica) erano totalmente stravolte: la trazione era integrale permanente, il motore un V6 bialbero 24 valvole di 2996 cm³ montato in posizione centrale e la carrozzeria (allargata e dotata di ampi spoiler) era in materiale plastico, ad eccezione delle portiere, per una potenza di 250 CV nella versione "di serie" e 410 CV in quella da gara. A differenza delle concorrenti, la MG Metro 6R4 rinunciava al motore sovralimentato in favore di una cilindrata maggiore.
Terminata nel novembre 1985 la costruzione dei 200 esemplari stradali previsti per l'omologazione, la 6R4 poté essere iscritta al campionato mondiale 1985. All'esordio nel Rally di Gran Bretagna la 6R4 ottenne il suo miglior piazzamento di sempre, un 3º posto assoluto. Nel corso del successivo mondiale 1986, tuttavia, la 6R4 non riuscì a guadagnarsi nessun altro podio, principalmente a causa di problemi di affidabilità, e i suoi migliori piazzamenti si limitarono ad un 4º posto al Rally di Sanremo e un 6º posto al Rally di Gran Bretagna. In seguito agli incidenti mortali nei Rally del Portogallo e di Corsica di quell'anno, le polemiche sulla sicurezza si fecero sempre più forti, e alla fine del campionato 1986 la FIA decise di sopprimere il Gruppo B. La breve carriera della 6R4 nei mondiali si concluse quindi qui, anche se continuò ad essere utilizzata con successo in campionati minori.

## Sostituzione
Dopo un travagliato sviluppo, nel maggio del 1990 venne presentata l'erede della Metro, la Rover serie 100 (che, a causa di restrizioni economiche, faceva uso di diverse componenti dell'antenata modificate solo in minima parte, pur introducendo importanti novità tecniche). Nel Regno Unito, la Rover 100 continuò ad usare il nome dell'antenata per i primi anni di produzione.
Comunque, la produzione delle vecchie Metro continuò ancora per circa un anno, principalmente con lo scopo di compensare la mancanza di versioni con cambio automatico (che sarebbero arrivate solo nel 1992) e van nella gamma del nuovo modello. Tutte le Metro costruite a partire dal 1990 utilizzano gli stessi specchietti retrovisori esterni della Rover 100.

## Marketing

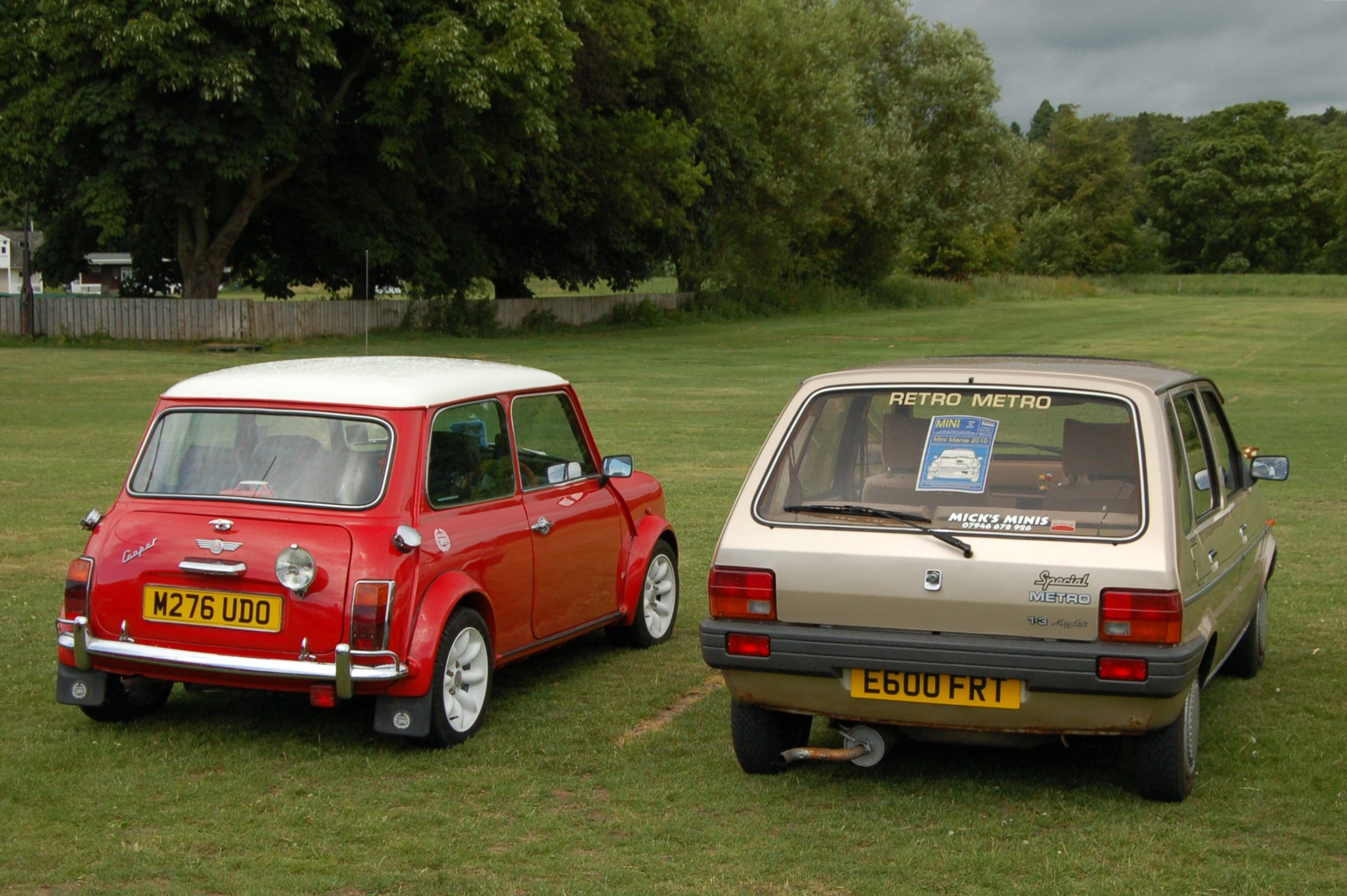
La Metro con la Mini, che inizialmente avrebbe dovuto sostituire

Lo spot televisivo diffuso in Gran Bretagna all'epoca del lancio, realizzato dall'agenzia pubblicitaria Leo Burnett e della durata di 60 secondi, faceva leva su un patriottismo quasi nazionalistico e presentava la Metro come l'automobile con cui l'industria automobilistica inglese sarebbe riemersa dalla crisi in cui era caduta da diversi anni. In esso il Regno Unito veniva descritto come «invaso» da italiani, tedeschi, giapponesi e francesi (rappresentati rispettivamente da Fiat 127, Volkswagen Polo, Datsun Cherry e Renault 5, che approdavano sulle spiagge inglesi sbarcando dalla stiva di mezzi militari anfibi), e la Metro era presentata come «un mezzo per rispondere al fuoco» («a means to fight back»). Mentre la voce narrante elenca le sue principali qualità, un gruppo di Metro sfila per strade e città, accolto da folle di persone entusiaste che sventolano bandiere inglesi come se sfilasse l'esercito; arrivate sulle scogliere di Dover, le Metro si fermano ad osservare la ritirata degli "invasori" (episodio che in qualche modo ricorda il trionfo inglese sull'Invincibile Armata spagnola), mentre sulle note dell'inno Rule, Britannia! viene enunciata la tagline «una macchina inglese per battere il mondo» («a british car to beat the world»).
A partire dalla metà degli anni Ottanta, nel Regno Unito vennero realizzati degli spot pubblicitari in cui comparivano un logo (in cui la parola "Metro" era scritta verticalmente tra le tre luci di un semaforo stilizzato) e lo slogan «la Metro ti mette in movimento» («Metro gets you going»), che enfatizza la versatilità e praticità della Metro nell'uso quotidiano.

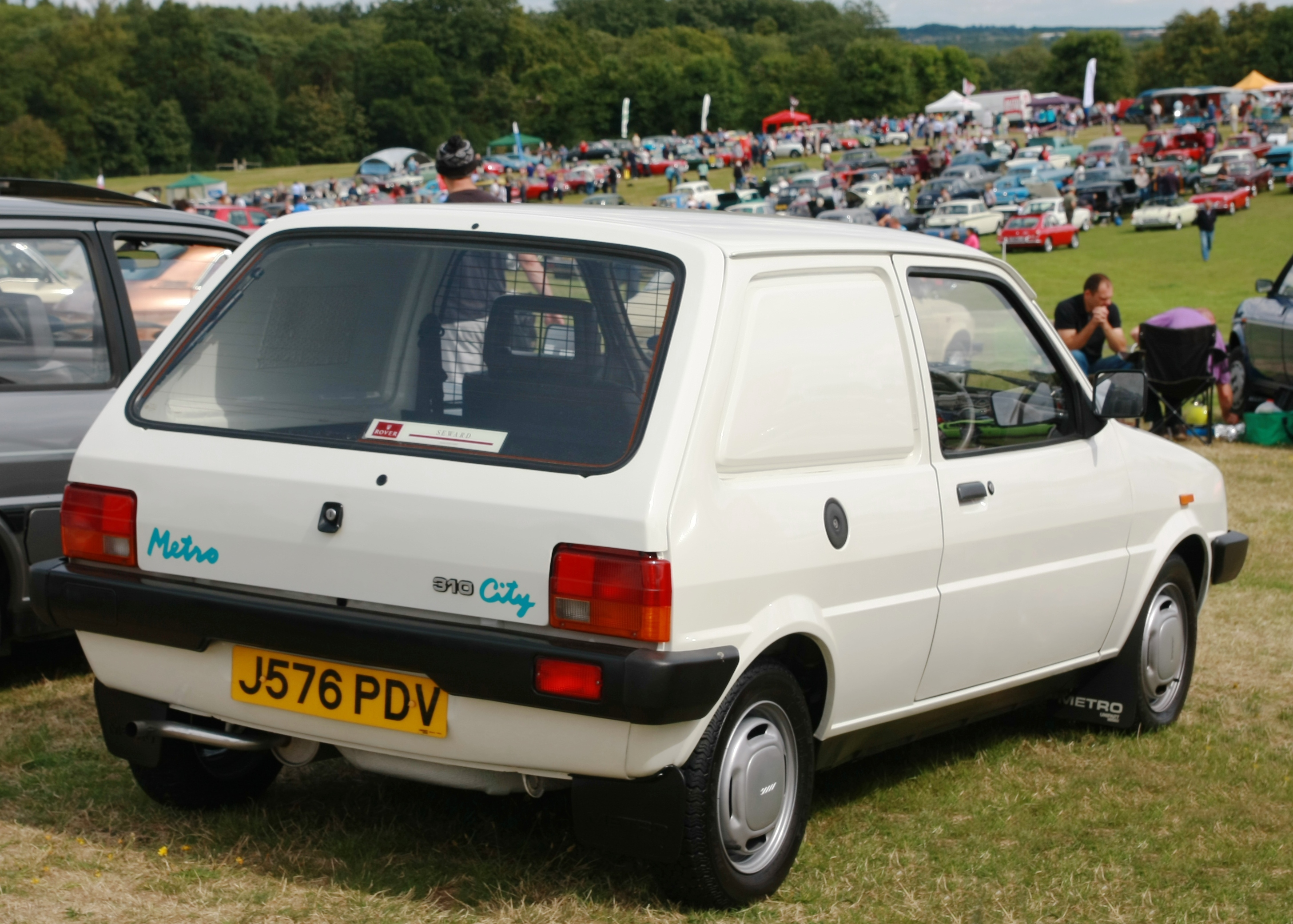
Una Metro Van seconda serie

In uno di questi, della durata di un minuto, Batman e Robin si trovano nella batcaverna e devono partire per catturare Pinguino: dato che a Gotham City è l'ora di punta, i due decidono di usare un'Austin Metro al posto della batmobile. Grazie al minore ingombro, riescono a districarsi con facilità dal traffico cittadino e ad arrivare a destinazione in tempo. Mentre i due bloccano il criminale, viene letto lo slogan «quando devi "prendere il Pinguino", la Metro ti mette in movimento» («when you've got to "pick up the Penguin", Metro gets you going»).
In un altro, del 1987 e della durata di 40 secondi, il protagonista è il guardiano di un faro, la cui lampada si guasta in una notte di tempesta: non avendo a disposizione una lampadina di riserva il guardiano prende la sua Austin Metro, con essa sale attraverso le scale a chiocciola, ed arrivato in cima al faro inizia a guidare in tondo sul terrazzo, illuminando con i fari dell'automobile; lo slogan stavolta è «quando sei alle strette, la Metro ti mette in movimento» («when you're in the tight spots, Metro gets you going»).
In Francia, nel gennaio, marzo e settembre del 1985, andò in onda una serie di spot televisivi che avevano come protagonista un giovane padre di famiglia stressato dai preparativi per la partenza di una vacanza, e usavano lo slogan «Rilassatevi, prendete la Metro» («Relax, prenez la Metro»).
Nel gennaio e febbraio del 1986 fu invece trasmessa una serie di brevi spot televisivi a disegni, prodotti dall'agenzia Australie, in cui la Metro compariva in situazioni di ogni genere – in viaggio nello spazio verso la Luna, in mongolfiera, nella neve di una pista da sci, in una manifestazione di protesta – con lo slogan «Mi piace troppo nella mia Austin Metro!» («Je me plais trop dans mon Austin Metro!»); nel maggio dello stesso anno lo spot della mongolfiera sarà ripreso per pubblicizzare l'edizione speciale Clubman.
In Italia, nel 1985, la Metro fu pubblicizzata con degli spot televisivi di 15 — 20 s che aveva come testimonial i Gemelli Ruggeri. Gli slogan coniati per il mercato italiano fu «Nuova Metro, comoda dietro» seguita da «La nuova Metro è un kolossal»

## Ricezione critica
Inizialmente la ricezione da parte della critica fu molto buona. Nel periodo successivo al debutto gli vennero riconosciuti diversi premi di importanza nazionale ed internazionale, tra cui i seguenti:
- Terzo posto (con 255 punti) nel concorso europeo Auto dell'anno 1981, dietro alla Fiat Panda (308 punti) e alla vincitrice Ford Escort (326 punti)[39]
- Design Council British Awards 1981, con la seguente motivazione:[40]

- Prince Philip Designers Prize 1981 assegnato a Raymond Bates, Mark Snowdon e David Bache per la progettazione della Austin Metro per la British Leyland.[41] Il Prince Philip Designers Prize è un riconoscimento istituito nel 1959 dal principe Filippo di Edimburgo, che «premia i migliori progetti […] e punta i riflettori sui progettisti che influenzano e modellano la vita quotidiana»[42]
- Don Safety Trophy 1981 per la sua dotazione nel campo della sicurezza automobilistica. La motivazione è la seguente:[40]

- Dewar Trophy 1981 assegnato alla British Leyland. Il Dewar Trophy è un premio istituito nel 1904 da Thomas Dewar e conferito dal Royal Automobile Club alle case produttrici artefici di «eccezionali risultati tecnici della Gran Bretagna nel campo automobilistico». La motivazione è la seguente:[43]

Nel 1981 la rivista britannica What Car? la nominò auto dell'anno della categoria "small car".

## Ricezione commerciale
| Anno       | 1980   | 1981    | 1982    | 1983    | 1984    | 1985    | 1986    | 1987    | 1988    | 1989    | 1990      |
| ---------- | ------ | ------- | ------- | ------- | ------- | ------- | ------- | ------- | ------- | ------- | --------- |
| Produzione | 32 954 | 165 745 | 174 666 | 180 763 | 150 917 | 174 666 | 158 546 | 161 285 | 144 701 | 138 751 | 109 605 * |

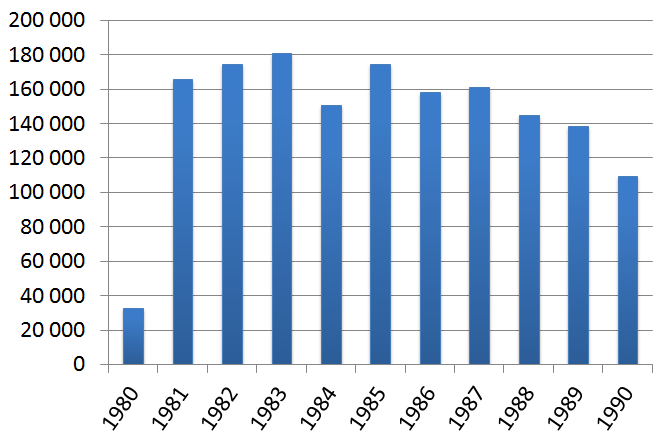
Produzione per anno* – dati del sito AROnline

* il dato per il 1990 include la produzione di Rover serie 100 e Rover Metro
La Metro è stata prodotta in 1 518 932 esemplari, di cui 120 197 MG Metro 1300 e 21 968 MG Metro Turbo.
Sommando i dati di produzione con quelli della sua erede, la Rover serie 100, tra il 1980 e il 1997 sono stati prodotti complessivamente 2 078 218 veicoli, di cui ben 1 498 169 venduti solo nel Regno Unito, dove la Metro/Serie 100 risulta essere la settima automobile più popolare di sempre. Nonostante ciò oggi non ne rimangono molte in circolazione: secondo un'indagine della rivista Auto Express, dei 1 370 000 esemplari venduti nel mercato britannico fino al 1994, nel 2006 ne rimanevano solo 21 468.

### Vendite per nazione
I 137 303 esemplari venduti nel 1983 in Regno Unito valgono alla Metro l'ottavo posto nella classifica delle auto più vendute di sempre in un singolo anno.
Con 1 518 932 esemplari prodotti, la Metro si piazza al quarto posto nella classifica delle auto più prodotte nel Regno Unito, dietro a Mini classica, Austin 1100/1300 e Morris Minor; se si considerano anche le Rover serie 100 / Metro, si arriva al terzo posto scavalcando la Morris Minor.
| Anno   | Vendite   | Variazione | Pos. | Quota | Fonte  |
| ------ | --------- | ---------- | ---- | ----- | ------ |
| 1981   | 110 283   | –          | 4°   | ?     | [ 48 ] |
| 1982   | 114 550   | + 4 %      | 3°   | ?     | [ 49 ] |
| 1983   | 137 303   | + 20 %     | 3°   | ?     | [ 49 ] |
| 1984   | 117 442   | - 14 %     | 4°   | ?     | [ 50 ] |
| 1985   | 118 817   | + 1 %      | 4°   | ?     | [ 50 ] |
| 1986   | 109 351   | - 8 %      | 5°   | ?     | [ 51 ] |
| 1987   | 108 223   | - 1 %      | 4°   | ?     | [ 51 ] |
| 1988   | 116 811   | + 8 %      | 4°   | ?     | [ 52 ] |
| 1989   | 99 373    | - 15 %     | 6°   | ?     | [ 52 ] |
| Totale | 1 032 153 |            |      |       |        |

| Anno            | Vendite | Variazione | Pos. | Quota | Fonte  |
| --------------- | ------- | ---------- | ---- | ----- | ------ |
| 1985            | 839     | ?          | 40°  | ?     | [ 53 ] |
| 1989            | 1 893   | ?          | 49°  | 0,2 % | [ 54 ] |
| Totale parziale | 2 732   |            |      |       |        |

| Anno   | Vendite | Variazione | Pos. | Quota | Fonte  |
| ------ | ------- | ---------- | ---- | ----- | ------ |
| 1981   | 1 026   | –          | 110° | ?     | [ 55 ] |
| 1982   | 861     | - 16 %     | 115° | ?     | [ 55 ] |
| 1983   | 1 119   | + 30 %     | 115° | ?     | [ 55 ] |
| 1984   | 1 504   | + 34 %     | 116° | ?     | [ 56 ] |
| 1985   | 1 519   | + 1 %      | 105° | ?     | [ 56 ] |
| 1986   | 3 946   | + 160 %    | 80°  | ?     | [ 56 ] |
| 1987   | 3 190   | - 19 %     | 89°  | ?     | [ 56 ] |
| Totale | 13 165  |            |      |       |        |

| Anno            | Vendite | Variazione | Pos. | Quota | Fonte  |
| --------------- | ------- | ---------- | ---- | ----- | ------ |
| 1987            | 1 678   | ?          | 7°   | 3,3 % | [ 57 ] |
| Totale parziale | 1 678   |            |      |       |        |

| Anno   | Vendite | Variazione | Pos. | Quota | Fonte  |
| ------ | ------- | ---------- | ---- | ----- | ------ |
| 1984   | 11 237  | ?          | 34°  | 0,6 % | [ 58 ] |
| 1985   | 14 148  | + 26 %     | 27°  | 0,8 % | [ 59 ] |
| 1986   | 18 138  | + 28 %     | 24°  | 0,9 % | [ 60 ] |
| 1987   | 16 692  | - 8 %      | 26°  | 0,8 % | [ 61 ] |
| 1988   | 15 821  | ?          | 24°  | 0,7 % | [ 62 ] |
| 1989   | 13 260  | - 16 %     | 30°  | 0,6 % | [ 63 ] |
| 1990   | 12 720  | - 4 %      | 30°  | 0,6 % | [ 64 ] |
| 1991   | 958     | - 92 %     | 98°  | 0,0 % | [ 65 ] |
| 1992   | 1       | - 100 %    | 227° | 0,0 % | [ 66 ] |
| Totale | 102 975 |            |      |       |        |

| Anno   | Vendite | Variazione | Pos. | Quota | Fonte  |
| ------ | ------- | ---------- | ---- | ----- | ------ |
| 1984   | 1 619   | ?          | 85°  | 0,1 % | [ 58 ] |
| 1985   | 546     | - 66 %     | 109° | 0,0 % | [ 59 ] |
| Totale | 2 165   |            |      |       |        |

## Uso da parte di Lady Diana

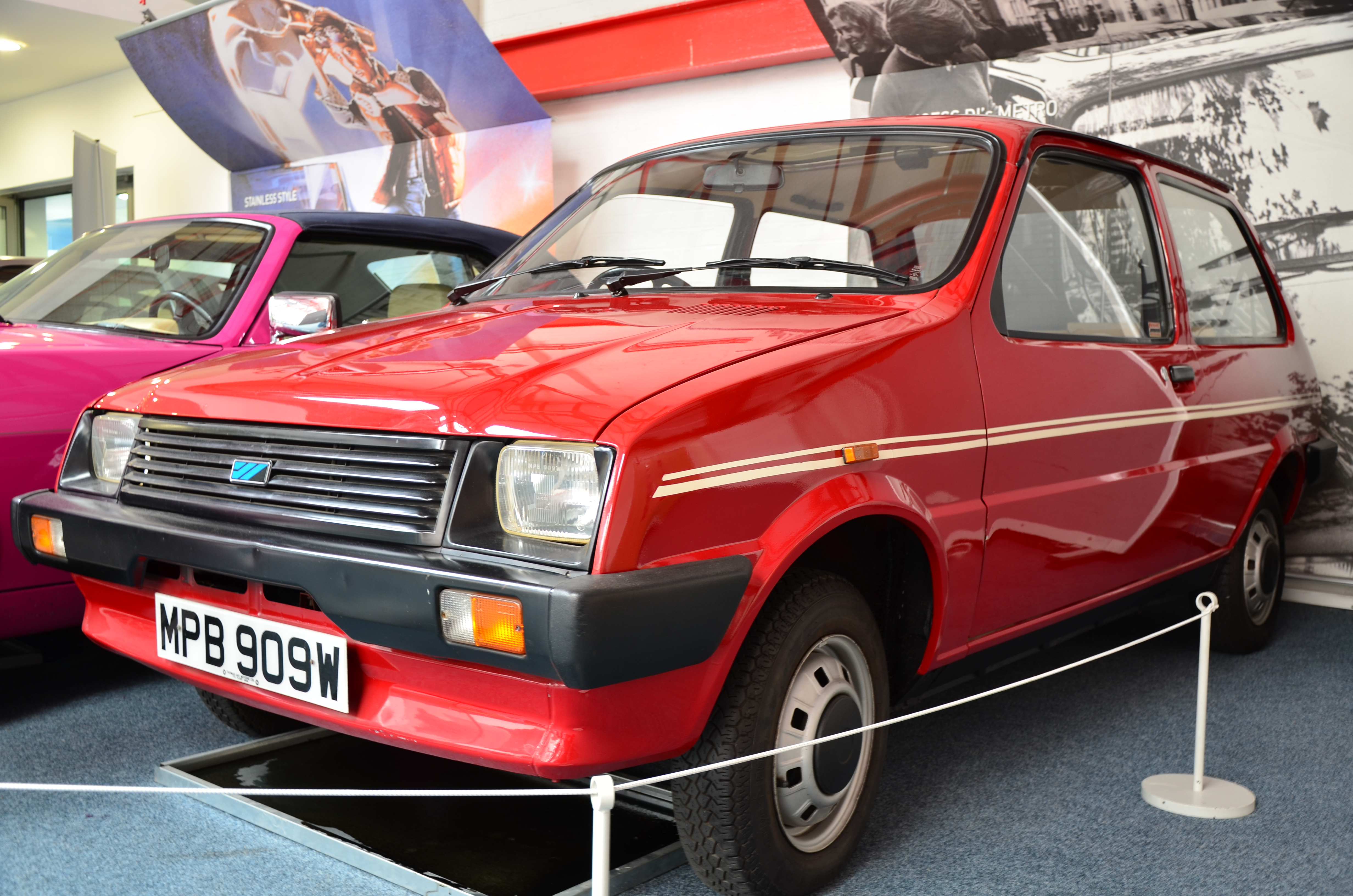
La Metro 1.0 L di Lady Diana

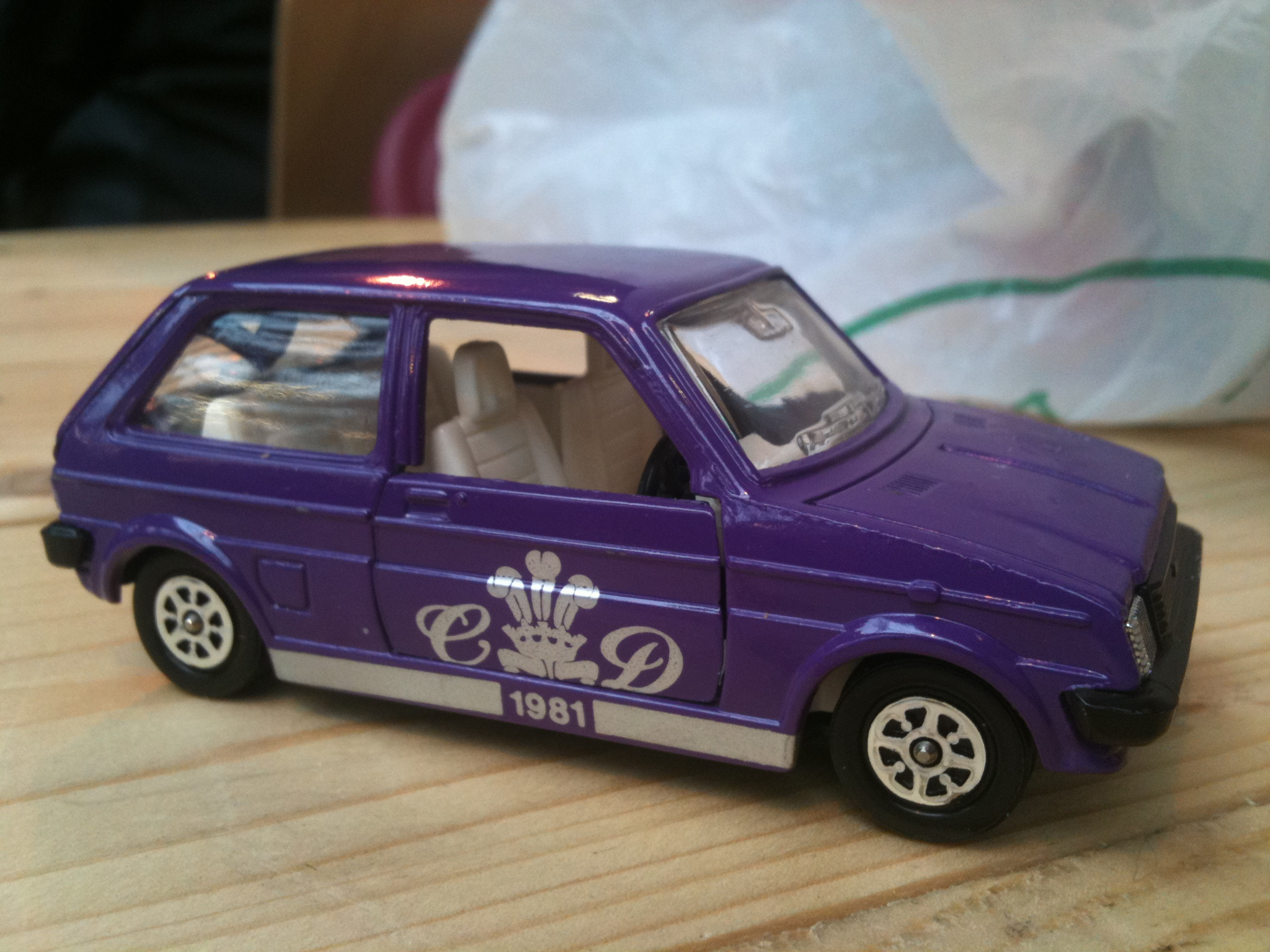
Austin Metro giocattolo commemorativa del matrimonio tra Diana e Carlo, realizzata dalla Corgi Toys

Dall'autunno del 1980 fino al matrimonio con il principe Carlo nel luglio del 1981, Lady Diana Spencer ha posseduto una Austin Metro 1.0 L rossa, tra i primi modelli di tale auto, oggi conservata al museo dei trasporti di Coventry.